# Lijst van rijksmonumenten in Amersfoort (stad)
De stad Amersfoort telt 440 inschrijvingen in het rijksmonumentenregister. Hieronder een compleet overzicht.
| Object | Oorspronkelijke functie?               | Bouwjaar                                                  | Architect                                                       | Locatie                                                             | Coördinaten?                  | Nr.?   | Afbeelding |
| --- | -------------------------------------- | --------------------------------------------------------- | --------------------------------------------------------------- | ------------------------------------------------------------------- | ----------------------------- | ------ | --- |
| Huis met witgepleisterde gevel met rechte kroonlijst en zadeldak. 18e-eeuwse karaktertrekken op oudere basis | Woonhuis                               |                                                           |                                                                 | Appelmarkt 4                                                        | 52° 9' 27" NB, 5° 23' 25" OL  | 7792   | Meer afbeeldingen |
| Huis met wit gepleisterde gevel en rechte kroonlijst en zadeldak. 18e-eeuwse karaktertrekken op oudere basis | Woonhuis                               |                                                           |                                                                 | Appelmarkt 5                                                        | 52° 9' 27" NB, 5° 23' 26" OL  | 7793   | Meer afbeeldingen |
| Huis met wit gepleisterde gevel met rechte kroonlijst en zadeldak. 18e-eeuwse karaktertrekken op oudere basis | Woonhuis                               |                                                           |                                                                 | Appelmarkt 6                                                        | 52° 9' 27" NB, 5° 23' 26" OL  | 7794   | Meer afbeeldingen |
| Huis met wit gepleisterde gevel met rechte kroonlijst en zadeldak. 18e-eeuwse karaktertrekken op oudere basis | Woonhuis                               |                                                           |                                                                 | Appelmarkt 7 / Kerkstraat 2                                         | 52° 9' 27" NB, 5° 23' 26" OL  | 7795   | Meer afbeeldingen |
| Mandaatshuisje, thans café "Onder de Linde" | Woonhuis                               | ca. 1530                                                  |                                                                 | Appelmarkt 15                                                       | 52° 9' 26" NB, 5° 23' 25" OL  | 7796   | Meer afbeeldingen |
| De achterbouw met topgevel van het café aan de zijde van Achter de Arnhemse Poortwal nr. 54 | Woonhuis                               | ca. eerste kwart 17e eeuw                                 |                                                                 | Achter de Arnhemsepoortwal 3a-b                                     | 52° 9' 11" NB, 5° 23' 12" OL  | 7797   | Upload foto |
| Huis met eenvoudige gewitte bakstenen topgevel. Vensters met 18e-eeuwse roedenverdeling. Vroegere stadsherberg | Woonhuis                               |                                                           |                                                                 | Achter de Kamp 2 was: Beestenmarkt 10                               | 52° 9' 25" NB, 5° 23' 39" OL  | 7798   | Meer afbeeldingen |
| Eenvoudige gepleisterde lage woning met zadeldak, de korte zijden in topgevels eindigend. Terzijde uitgebouwde schoorsteen | Woonhuis                               | 17e eeuw                                                  |                                                                 | Bloemendalse Binnenpoort 7 voorheen nr. 1                           | 52° 9' 27" NB, 5° 23' 14" OL  | 7799   | Meer afbeeldingen |
| Woonhuis met bakstenen kroonlijstgevel. Vensters met 18e-eeuwse roedenverdeling | Woonhuis                               | 17e eeuw                                                  |                                                                 | Bloemendalse Binnenpoort 8                                          | 52° 9' 29" NB, 5° 23' 21" OL  | 7800   | Woonhuis met bakstenen kroonlijstgevel. Vensters met 18e-eeuwse roedenverdeling |
| Huis met gepleisterde lijstgevel | Woonhuis                               | 19e eeuw                                                  |                                                                 | Bloemendalsestraat 3                                                | 52° 9' 30" NB, 5° 23' 23" OL  | 7801   | Meer afbeeldingen |
| Huis met gepleisterde lijstgevel, met uitstalkast | Woonhuis                               | 19e eeuw                                                  |                                                                 | Bloemendalsestraat 5                                                | 52° 9' 30" NB, 5° 23' 23" OL  | 7802   | Meer afbeeldingen |
| Huis met halsgevel | Woonhuis                               | 17e eeuw                                                  |                                                                 | Bloemendalsestraat 17                                               | 52° 9' 31" NB, 5° 23' 24" OL  | 7803   | Huis met halsgevel |
| Gekroonde Laars | Woonhuis                               | 17e eeuw                                                  |                                                                 | Bloemendalsestraat 19 / Teut 1-5                                    | 52° 9' 31" NB, 5° 23' 24" OL  | 7804   | Gekroonde Laars |
| Huis met rechte kroonlijst. Laatste boerderij binnen de omwalling in het gerecht van Bloemendal | Woonhuis                               | 18e eeuw                                                  |                                                                 | Bloemendalsestraat 31                                               | 52° 9' 32" NB, 5° 23' 24" OL  | 7805   | Meer afbeeldingen |
| Huis met gepleisterde topgevel. Boven een schuifraam, beneden twee schuiframen, waartussen voordeur | Woonhuis                               | 17e eeuw                                                  |                                                                 | Bloemendalsestraat 35                                               | 52° 9' 32" NB, 5° 23' 24" OL  | 7806   | Huis met gepleisterde topgevel. Boven een schuifraam, beneden twee schuiframen, waartussen voordeur                                                                                          |
| Huis met gepleisterde Gelderse topgevel. Achtergevel in baksteen met kruiskozijnen en luiken | Woonhuis                               | 17e eeuw                                                  |                                                                 | Bloemendalsestraat 37                                               | 52° 9' 33" NB, 5° 23' 24" OL  | 7807   | Meer afbeeldingen |
| Huis met bakstenen lage gevel met rechte kroonlijst. Vormt een geheel met nr. 43 | Woonhuis                               | 17e eeuw                                                  |                                                                 | Bloemendalsestraat 41                                               | 52° 9' 33" NB, 5° 23' 25" OL  | 7808   | Huis met bakstenen lage gevel met rechte kroonlijst. Vormt een geheel met nr. 43 |
| Huis met lage bakstenen gevel met rechte kroonlijst. Vormt een geheel met nr. 41 | Woonhuis                               | 17e eeuw                                                  |                                                                 | Bloemendalsestraat 43                                               | 52° 9' 33" NB, 5° 23' 25" OL  | 7809   | Huis met lage bakstenen gevel met rechte kroonlijst. Vormt een geheel met nr. 41 |
| Pakhuis met rechte kroonlijst | Woonhuis                               | 17e eeuw                                                  |                                                                 | Bloemendalsestraat 53                                               | 52° 9' 34" NB, 5° 23' 25" OL  | 7810   | Pakhuis met rechte kroonlijst |
| Douanehuis, neoklassiek, witgepleisterd met muren langs de straat | Woonhuis                               | 19e eeuw                                                  |                                                                 | Bloemendalsestraat 73                                               | 52° 9' 37" NB, 5° 23' 25" OL  | 7811   | Douanehuis, neoklassiek, witgepleisterd met muren langs de straat |
| Lage woning met rechte daklijst | Woonhuis                               | 19e eeuw                                                  |                                                                 | Bloemendalsestraat 24                                               | 52° 9' 31" NB, 5° 23' 23" OL  | 7812   | Lage woning met rechte daklijst |
| Huis met gepleisterde gevel met rechte kroonlijst | Woonhuis                               | 19e eeuw                                                  |                                                                 | Bloemendalsestraat 34                                               | 52° 9' 32" NB, 5° 23' 23" OL  | 7813   | Huis met gepleisterde gevel met rechte kroonlijst |
| Huis met rechte kroonlijs. Hoog dak. Gerestaureerd | Woonhuis                               | 19e eeuw                                                  |                                                                 | Bloemendalsestraat 36                                               | 52° 9' 33" NB, 5° 23' 23" OL  | 7814   | Huis met rechte kroonlijs. Hoog dak. Gerestaureerd |
| Gewit laag huis met rechte kroonlijst. Boerenhoeve type | Woonhuis                               | 19e eeuw                                                  |                                                                 | Bloemendalsestraat 44                                               | 52° 9' 33" NB, 5° 23' 24" OL  | 7815   | Gewit laag huis met rechte kroonlijst. Boerenhoeve type |
| Huis met topgevel met dodekop, geverfd. Hijskap | Woonhuis                               | 18e eeuw                                                  |                                                                 | Bloemendalsestraat 58                                               | 52° 9' 34" NB, 5° 23' 24" OL  | 7816   | Huis met topgevel met dodekop, geverfd. Hijskap |
| Huis met gepleisterde gevel met rechte lijst | Woonhuis                               | 18e eeuw                                                  |                                                                 | Bloemendalsestraat 60                                               | 52° 9' 35" NB, 5° 23' 25" OL  | 7817   | Meer afbeeldingen |
| Rechthoekig huis met vooruitspringende middenpartij, in de 19e eeuw aangetast, waardoor vensters op benedenverdieping werden samengetrokken. Het meest sprekend de in het midden aangebrachte grote dakkapel met gesneden dolfijnen als klapstukken                                   | Woonhuis                               | 18e eeuw                                                  |                                                                 | Breestraat 34 (voorheen 24)                                         | 52° 9' 23" NB, 5° 23' 11" OL  | 7818   | Meer afbeeldingen |
| Huis met gepleisterde voor- en achtergevel en klossengoten | Woonhuis                               |                                                           |                                                                 | Breestraat 36 (voorheen 26)                                         | 52° 9' 23" NB, 5° 23' 11" OL  | 7819   | Huis met gepleisterde voor- en achtergevel en klossengoten |
| Huis met gepleisterde achtergevel en met lage voorbouw | Woonhuis                               |                                                           |                                                                 | Breestraat 38 (voorheen 28)                                         | 52° 9' 23" NB, 5° 23' 11" OL  | 7820   | Meer afbeeldingen |
| Gepleisterde woning met uitspringende aangebouwde vleugel | Woonhuis                               | 16e eeuw                                                  |                                                                 | Breestraat 52 (voorheen 50-52)                                      | 52° 9' 25" NB, 5° 23' 10" OL  | 7821   | Gepleisterde woning met uitspringende aangebouwde vleugel |
| Hoog oprijzend gepleisterd huis | Woonhuis                               | 16e eeuw                                                  |                                                                 | Breestraat 58                                                       | 52° 9' 25" NB, 5° 23' 10" OL  | 7822   | Meer afbeeldingen |
| Nieuw huis met aan de achterzijde aan de Westsingel oudere vleugel haaks op het nieuwe huis met mansarde dak staand | Woonhuis                               |                                                           |                                                                 | Breestraat 60 a en b                                                | 52° 9' 26" NB, 5° 23' 10" OL  | 7823   | Meer afbeeldingen |
| Witgepleisterd huis onder kroonlijst | Woonhuis                               | 17e eeuw                                                  |                                                                 | Breestraat 62                                                       | 52° 9' 26" NB, 5° 23' 11" OL  | 7824   | Meer afbeeldingen |
| Witgepleisterd huis onder kroonlijst | Woonhuis                               | 17e eeuw                                                  |                                                                 | Breestraat 64                                                       | 52° 9' 26" NB, 5° 23' 10" OL  | 7825   | Meer afbeeldingen |
| Witgepleisterd huis onder kroonlijst | Woonhuis                               | 17e eeuw                                                  |                                                                 | Breestraat 66                                                       | 52° 9' 26" NB, 5° 23' 11" OL  | 7826   | Meer afbeeldingen |
| Pakhuis, hijsluik, rechte daklijst en hoog zadeldak | Woonhuis                               | 15e eeuw                                                  |                                                                 | Breestraat 76                                                       | 52° 9' 27" NB, 5° 23' 11" OL  | 7827   | Meer afbeeldingen |
| Gepleisterd huis met 19e-eeuws karakter. Dakkapel met hijsbalk. In gebruik bij Museum Flehite | Woonhuis                               | 17e eeuw of ouder                                         |                                                                 | Breestraat 78-82                                                    | 52° 9' 28" NB, 5° 23' 12" OL  | 7828   | Gepleisterd huis met 19e-eeuws karakter. Dakkapel met hijsbalk. In gebruik bij Museum Flehite                                                                                                |
| Pakhuis, deel uitmakend van de "Gekroonde Bijenkorf", Kamp nr. 10. Gevel uitgevoerd in baksteen. Hijsluiken. Beneden kruiskozijnen | Woonhuis                               | 1687                                                      |                                                                 | Coninckstraat 2b (voorheen 4)                                       | 52° 9' 27" NB, 5° 23' 36" OL  | 7831   | Meer afbeeldingen |
| Huis met gevel uitgevoerd in baksteen. Hijskap met luiken. Strekken boven de deuren en ramen | Woonhuis                               | eerste helft 17e eeuw                                     |                                                                 | Coninckstraat 15                                                    | 52° 9' 28" NB, 5° 23' 36" OL  | 7832   | Meer afbeeldingen |
| Synagoge der Ned. Israelitische Gemeente | Kerk en kerkonderdeel                  | 1727                                                      |                                                                 | Drieringensteeg 2 synagoge                                          | 52° 9' 16" NB, 5° 23' 26" OL  | 7833   | Meer afbeeldingen |
| Verdiepingloos woonhuis met gepleisterde gevel onder laag dak. Maakt deel uit van het Synagoge-complex | Woonhuis                               |                                                           |                                                                 | Drieringensteeg 6                                                   | 52° 9' 15" NB, 5° 23' 25" OL  | 7834   | Meer afbeeldingen |
| Woonhuis met gepleisterde gevel waarin twee blinde vensternissen. Maakt deel uit van het synagoge-complex | Woonhuis                               |                                                           |                                                                 | Drieringensteeg 8                                                   | 52° 9' 15" NB, 5° 23' 25" OL  | 7835   | Upload foto |
| Groenmarkt 10. Zijmuur in de Papenhofstede met gemetselde blinde boognissen, 16e eeuw. Waarschijnlijk fragment van vroegere refter. | Klooster, kloosteronderdl              | tweede kwart 14e eeuw                                     |                                                                 | Groenmarkt 10-10a                                                   | 52° 9' 25" NB, 5° 23' 24" OL  | 7836   | Meer afbeeldingen |
| Laag gebouw, gelegen tegen de noordwestzijde der St.Joriskerk, met drie topgevels. Gerfkamer van de St.Joriskerk. Kruiskozijnen. Gedekt met leien | Kerk en kerkonderdeel                  | eerste helft 17e eeuw                                     |                                                                 | Groenmarkt 14                                                       | 52° 9' 24" NB, 5° 23' 25" OL  | 7837   | Meer afbeeldingen |
| Laag pakhuisje gelegen tegen de noordoostzijde der St.Joriskerk. Voormalige Diakoniewoning | Kerkelijke dienstwoning                |                                                           |                                                                 | Groenmarkt 15                                                       | 52° 9' 24" NB, 5° 23' 26" OL  | 7838   | Laag pakhuisje gelegen tegen de noordoostzijde der St.Joriskerk. Voormalige Diakoniewoning                                                                                                   |
| Laag pakhuisje gelegen tegen de noordoostzijde van de St.Joriskerk. Voormalige Diakoniewoning | Woonhuis                               |                                                           |                                                                 | Groenmarkt 17                                                       | 52° 9' 24" NB, 5° 23' 25" OL  | 7839   | Meer afbeeldingen |
| Laag pakhuisje gelegen tegen de noordoostzijde der St.Joriskerk. Voormalige Diakoniewoning | Woonhuis                               |                                                           |                                                                 | Groenmarkt 18                                                       | 52° 9' 24" NB, 5° 23' 26" OL  | 7840   | Meer afbeeldingen |
| Huis met gepleisterde gevel | Woonhuis                               | 17e eeuw (klossengoot)                                    |                                                                 | Grote Sint Jansstraat 6                                             | 52° 9' 25" NB, 5° 23' 39" OL  | 7841   | Meer afbeeldingen |
| Huis met eenvoudige bakstenen gevel | Woonhuis                               | 18e eeuw                                                  |                                                                 | Grote Spui 37                                                       | 52° 9' 36" NB, 5° 23' 6" OL   | 7842   | Huis met eenvoudige bakstenen gevel |
| Huis met witgepleisterde gevel. Stoeppalen met kettingen | Woonhuis                               |                                                           |                                                                 | Grote Spui 39                                                       | 52° 9' 36" NB, 5° 23' 5" OL   | 7843   | Meer afbeeldingen |
| Huis met witgepleisterde gevel en kroonlijstgoot | Woonhuis                               |                                                           |                                                                 | Grote Koppel 13                                                     | 52° 9' 37" NB, 5° 23' 2" OL   | 7844   | Meer afbeeldingen |
| Pakhuis met bakstenen topgevel | Opslag                                 |                                                           |                                                                 | Grote Koppel 12                                                     | 52° 9' 37" NB, 5° 23' 2" OL   | 7845   | Meer afbeeldingen |
| Woonhuis met gepleisterde lage lijstgevel | Woonhuis                               | 17e eeuw                                                  |                                                                 | Grote Spui 1                                                        | 52° 9' 30" NB, 5° 23' 11" OL  | 7846   | Woonhuis met gepleisterde lage lijstgevel |
| Woonhuis met gepleisterde lage lijstgevel | Woonhuis                               | 18e eeuw                                                  |                                                                 | Grote Spui 3                                                        | 52° 9' 30" NB, 5° 23' 11" OL  | 7847   | Meer afbeeldingen |
| Huis met lage gepleisterde lijstgevel | Woonhuis                               | 18e eeuw                                                  |                                                                 | Grote Spui 5 en 5a                                                  | 52° 9' 30" NB, 5° 23' 11" OL  | 7848   | Huis met lage gepleisterde lijstgevel |
| Huis met lage gepleisterde lijstgevel | Woonhuis                               | 19e eeuw                                                  |                                                                 | Grote Spui 7a en b                                                  | 52° 9' 30" NB, 5° 23' 10" OL  | 7849   | Huis met lage gepleisterde lijstgevel |
| Pakhuis met rechte kroonlijst. Bakstenen gevel | Woonhuis                               | 19e eeuw                                                  |                                                                 | Grote Spui 9                                                        | 52° 9' 31" NB, 5° 23' 10" OL  | 7850   | Pakhuis met rechte kroonlijst. Bakstenen gevel |
| Pakhuis met rechte kroonlijst. Bakstenen gevel | Woonhuis                               | 19e eeuw                                                  |                                                                 | Grote Spui 11                                                       | 52° 9' 31" NB, 5° 23' 10" OL  | 7851   | Pakhuis met rechte kroonlijst. Bakstenen gevel |
| Huis met gepleisterde lijstgevel | Woonhuis                               | 19e eeuw                                                  |                                                                 | Grote Spui 15                                                       | 52° 9' 31" NB, 5° 23' 9" OL   | 7852   | Huis met gepleisterde lijstgevel |
| Huis met gepleisterde lijstgevel | Woonhuis                               | 19e eeuw                                                  |                                                                 | Grote Spui 17                                                       | 52° 9' 31" NB, 5° 23' 9" OL   | 7853   | Huis met gepleisterde lijstgevel |
| Huis met lijstgevel. Uitgevoerd in baksteen | Woonhuis                               | 19e eeuw                                                  |                                                                 | Grote Spui 19 a en b                                                | 52° 9' 32" NB, 5° 23' 9" OL   | 7854   | Huis met lijstgevel. Uitgevoerd in baksteen |
| Eenvoudig laag huis. Belangrijk voor nr. 29 | Woonhuis                               | 19e eeuw                                                  |                                                                 | Grote Spui 27                                                       | 52° 9' 32" NB, 5° 23' 8" OL   | 7855   | Eenvoudig laag huis. Belangrijk voor nr. 29 |
| Huis met halsgevel. Voormalige bakkerswinkel. Gerestaureerd | Woonhuis                               | 18e eeuw                                                  |                                                                 | Grote Spui 29                                                       | 52° 9' 32" NB, 5° 23' 8" OL   | 7856   | Meer afbeeldingen |
| Woonhuis met gepleisterde gevel. Aan de zijkant hoge topgevel. Vormt een geheel met nr. 3 | Woonhuis                               |                                                           |                                                                 | Havik 1                                                             | 52° 9' 27" NB, 5° 23' 14" OL  | 7857   | Meer afbeeldingen |
| Woonhuis met gewitte gevel. Vormt een geheel met nr. 1 | Woonhuis                               |                                                           |                                                                 | Havik 3                                                             | 52° 9' 27" NB, 5° 23' 15" OL  | 7858   | Meer afbeeldingen |
| Woonhuis, pilastergevel met rechte kroonlijst en hoog tentdak, door drie schoorstenen versierd. Dakvensters door tympanen bekroond. Vormt een geheel met nr. 13 | Woonhuis                               | 17e eeuw                                                  |                                                                 | Havik 11                                                            | 52° 9' 26" NB, 5° 23' 16" OL  | 7859   | Meer afbeeldingen |
| Woonhuis, pilastergevel met rechte kroonlijst en hoog tentdak, door drie schoorstenen versierd. Dakvensters door tympanen bekroond. Vormt een geheel met nr. 11 | Woonhuis                               | 17e eeuw                                                  |                                                                 | Havik 13                                                            | 52° 9' 26" NB, 5° 23' 16" OL  | 7860   | Meer afbeeldingen |
| Huis met zware halsgevel met bakstenen pilasters; gebeeldhouwde natuurstenen vleugelstukken, gebeeldhouwde guirlandes en cartouches | Woonhuis                               | 1664                                                      |                                                                 | Havik 25                                                            | 52° 9' 26" NB, 5° 23' 18" OL  | 7861   | Meer afbeeldingen |
| Witgepleisterd woonhuis met rechte kroonlijst. Houten deuromlijsting | Woonhuis                               |                                                           |                                                                 | Havik 27                                                            | 52° 9' 27" NB, 5° 23' 18" OL  | 7862   | Meer afbeeldingen |
| Huis met eenvoudige witgepleisterde lijstgevel met kleine roedenverdeling, in de vensters. 19e-eeuws karakter | Woonhuis                               |                                                           |                                                                 | Havik 29                                                            | 52° 9' 27" NB, 5° 23' 19" OL  | 7863   | Huis met eenvoudige witgepleisterde lijstgevel met kleine roedenverdeling, in de vensters. 19e-eeuws karakter                                                                                |
| Huis met lijstgevel | Woonhuis                               | 18e eeuw                                                  |                                                                 | Havik 31                                                            | 52° 9' 27" NB, 5° 23' 19" OL  | 7864   | Meer afbeeldingen |
| Huis met kleine trapgevel, met in onderpui metselmozaïek. Voormalig gebouw "De Doelen" | Woonhuis                               | 1618                                                      |                                                                 | Havik 33                                                            | 52° 9' 26" NB, 5° 23' 20" OL  | 7865   | Meer afbeeldingen |
| Huis met trapgevel; boven de ramen schelpen als boogvullingen | Woonhuis                               | ca. 1618                                                  |                                                                 | Havik 35                                                            | 52° 9' 27" NB, 5° 23' 20" OL  | 7866   | Meer afbeeldingen |
| Huis met lijstgevel | Woonhuis                               | 18e eeuw                                                  |                                                                 | Havik 37 a en b                                                     | 52° 9' 26" NB, 5° 23' 20" OL  | 7867   | Meer afbeeldingen |
| Huis met lijstgevel | Woonhuis                               | 18e eeuw                                                  |                                                                 | Havik 39                                                            | 52° 9' 26" NB, 5° 23' 21" OL  | 7868   | Meer afbeeldingen |
| Huis met topgevel met horizontale tandingen in de gevel. Zijgevel aan de Lavendelstraat gepleisterd | Woonhuis                               |                                                           |                                                                 | Havik 47                                                            | 52° 9' 26" NB, 5° 23' 22" OL  | 7869   | Meer afbeeldingen |
| Gepleisterd woonhuis met rechte kroonlijst, in midden verhoogd met hijsbalk | Woonhuis                               |                                                           |                                                                 | Havik 2                                                             | 52° 9' 28" NB, 5° 23' 15" OL  | 7870   | Gepleisterd woonhuis met rechte kroonlijst, in midden verhoogd met hijsbalk |
| Gepleisterd woonhuis met rechte kroonlijst | Woonhuis                               | 19e eeuw (voorkomen)                                      |                                                                 | Havik 4                                                             | 52° 9' 28" NB, 5° 23' 15" OL  | 7871   | Gepleisterd woonhuis met rechte kroonlijst |
| Huis met eenvoudige lijstgevel | Woonhuis                               | 17e eeuw                                                  |                                                                 | Havik 8 f-n was nr. 10+12                                           | 52° 9' 28" NB, 5° 23' 16" OL  | 7872   | Huis met eenvoudige lijstgevel |
| Huis met lijstgevel met gesneden randen | Woonhuis                               |                                                           |                                                                 | Havik 12                                                            | 52° 9' 28" NB, 5° 23' 16" OL  | 7873   | Huis met lijstgevel met gesneden randen |
| De Havik | Woonhuis                               | 19e eeuw en ouder                                         |                                                                 | Havik 8 p-r was nr. 14                                              | 52° 9' 28" NB, 5° 23' 17" OL  | 7874   | Meer afbeeldingen |
| Gepleisterd eenvoudig woonhuis | Woonhuis                               | ca. 1800                                                  |                                                                 | Havik 16                                                            | 52° 9' 28" NB, 5° 23' 17" OL  | 7875   | Gepleisterd eenvoudig woonhuis |
| Huis met gepleisterde lijstgevel | Woonhuis                               | ca. 1810                                                  |                                                                 | Havik 18 a en b                                                     | 52° 9' 28" NB, 5° 23' 18" OL  | 7876   | Huis met gepleisterde lijstgevel |
| Woonhuis met rechte kroonlijst. 19e-eeuws voorkomen. In de vooruitspringende hoek een spiongat | Woonhuis                               | ca. 16e eeuw (kern)                                       |                                                                 | Havik 20                                                            | 52° 9' 28" NB, 5° 23' 18" OL  | 7877   | Woonhuis met rechte kroonlijst. 19e-eeuws voorkomen. In de vooruitspringende hoek een spiongat                                                                                               |
| Huis met lijstgevel | Woonhuis                               | eerste helft 19e eeuw (huis) vermoedelijk 16e eeuw (kern) |                                                                 | Havik 26                                                            | 52° 9' 28" NB, 5° 23' 19" OL  | 7878   | Huis met lijstgevel |
| Huis met witgepleisterde gevel onder kroonlijst | Woonhuis                               | 17e eeuw                                                  |                                                                 | Havik 28                                                            | 52° 9' 28" NB, 5° 23' 20" OL  | 7879   | Meer afbeeldingen |
| Huis met lijstgevel, hoek Bloemendalse Binnenpoort. Blinde zijgevel met vensternissen | Woonhuis                               |                                                           |                                                                 | Havik 30 / Bloemendalse Binnenpoort 2a                              | 52° 9' 28" NB, 5° 23' 20" OL  | 7880   | Huis met lijstgevel, hoek Bloemendalse Binnenpoort. Blinde zijgevel met vensternissen |
| Herenhuis alsmede buitenplaats Randenbroek | Woonhuis                               | ca. 1630                                                  |                                                                 |                                                                     | 52° 8' 57" NB, 5° 23' 51" OL  | 7881   | Herenhuis alsmede buitenplaats Randenbroek |
| Sint-Joriskerk | Kerk en kerkonderdeel                  | 1337                                                      |                                                                 | Hof 1                                                               | 52° 9' 23" NB, 5° 23' 25" OL  | 7882   | Meer afbeeldingen |
| Voormalig klokluidershuisje. Thans kantoor onder de boterhal | Overheidsgebouw                        | 1661                                                      |                                                                 | Hof 2                                                               | 52° 9' 23" NB, 5° 23' 24" OL  | 7883   | Voormalig klokluidershuisje. Thans kantoor onder de boterhal |
| Boterhal. Galerij op zuilen tegen de zuidzijde der Nederlands Hervormde Kerk | Handel en kantoor                      | 1608                                                      |                                                                 | Hof 2 bij boterbeurs                                                | 52° 9' 23" NB, 5° 23' 24" OL  | 7884   | Meer afbeeldingen |
| Huis met gesausde lijstgevel met tandingen in kroonlijst | Woonhuis                               | 18e eeuw                                                  |                                                                 | Hof 4                                                               | 52° 9' 24" NB, 5° 23' 23" OL  | 7885   | Meer afbeeldingen |
| Hoek Windsteeg. Voorgevel met rechte kroonlijst en gemetselde horizontale rand met tandingen. In Windsteeg topgevel | Woonhuis                               | 16e eeuw (ouder huis)                                     |                                                                 | Hof 5                                                               | 52° 9' 24" NB, 5° 23' 23" OL  | 7886   | Meer afbeeldingen |
| Hoek Lavendelstraat. Huis met eenvoudige gepleisterde lijstgevel | Woonhuis                               |                                                           |                                                                 | Hof 8                                                               | 52° 9' 24" NB, 5° 23' 22" OL  | 7887   | Meer afbeeldingen |
| Pand met trapgevel met hijsbalk | Woonhuis                               | 16e-17e eeuw                                              |                                                                 | Hof 9 / Lavendelstraat 2a                                           | 52° 9' 25" NB, 5° 23' 21" OL  | 7888   | Meer afbeeldingen |
| Huis met lijstgevel | Woonhuis                               | 18e eeuw (voorkomen)                                      |                                                                 | Hof 10 a en b en c                                                  | 52° 9' 25" NB, 5° 23' 21" OL  | 7889   | Meer afbeeldingen |
| Pand met lijstgevel in 19e eeuw aangetast | Woonhuis                               | 15e of 16e eeuw (ouder huis)                              |                                                                 | Hof 11 a en b en c                                                  | 52° 9' 25" NB, 5° 23' 21" OL  | 7890   | Meer afbeeldingen |
| Pakhuis met lijstgevel 19e-eeuws karakter | Woonhuis                               | 15e of 16e eeuw (ouder huis)                              |                                                                 | Hof 12                                                              | 52° 9' 24" NB, 5° 23' 20" OL  | 7891   | Meer afbeeldingen |
| Pand met lijstgevel. Ouder huis aanwezig | Woonhuis                               | 19e eeuw (karakter)                                       |                                                                 | Hof 13 a en b                                                       | 52° 9' 24" NB, 5° 23' 20" OL  | 7892   | Meer afbeeldingen |
| Huis met lijstgevel, gepleisterd, gewitte zijgevel. Achterhuis | Woonhuis                               |                                                           |                                                                 | Hof 14                                                              | 52° 9' 24" NB, 5° 23' 20" OL  | 7893   | Meer afbeeldingen |
| Eenvoudig gepleisterd huisje. Kleine roedenverdeling in de vensters. Volgens overlevering z.g. "putjesdrukkerij" waar gedichten van J. vd Vondel zouden zijn gedrukt | Woonhuis                               | 17e eeuw                                                  |                                                                 | Hof 17 a en b                                                       | 52° 9' 23" NB, 5° 23' 20" OL  | 7894   | Meer afbeeldingen |
| Eenvoudig gepleisterd huisje met kleine roedenverdeling in de vensters | Woonhuis                               | 17e eeuw                                                  |                                                                 | Hof 18                                                              | 52° 9' 23" NB, 5° 23' 21" OL  | 7895   | Meer afbeeldingen |
| Huis met eenvoudige lijstgevel | Woonhuis                               | 18e eeuw                                                  |                                                                 | Hof 23                                                              | 52° 9' 22" NB, 5° 23' 22" OL  | 7896   | Meer afbeeldingen |
| Pakhuis met trapgevel. Hijsbalk | Woonhuis                               | 17e eeuw                                                  |                                                                 | Hof 24                                                              | 52° 9' 22" NB, 5° 23' 22" OL  | 7897   | Meer afbeeldingen |
| Huis met empire lijstgevel | Woonhuis                               | eerste kwart 19e eeuw                                     |                                                                 | Hof 39                                                              | 52° 9' 23" NB, 5° 23' 25" OL  | 7898   | Meer afbeeldingen |
| Woonhuis met gepleisterde trapgevel | Woonhuis                               |                                                           |                                                                 | Hof 27                                                              | 52° 9' 22" NB, 5° 23' 22" OL  | 7899   | Meer afbeeldingen |
| Grafkapel en boerderij van de heerlijkheid Isselt | Kapel                                  | 15e eeuw                                                  |                                                                 | Isseltseweg 155                                                     | 52° 9' 59" NB, 5° 21' 21" OL  | 7900   | Meer afbeeldingen |
| Huis met lijstgevel | Woonhuis                               | 18e eeuw                                                  |                                                                 | Kamp 3                                                              | 52° 9' 26" NB, 5° 23' 36" OL  | 7901   | Meer afbeeldingen |
| Huis met lijstgevel met leeuwen, maskers en koppen boven de vensters | Woonhuis                               | 18e eeuw                                                  |                                                                 | Kamp 5                                                              | 52° 9' 26" NB, 5° 23' 37" OL  | 7902   | Meer afbeeldingen |
| Huis met afgeknotte gevel met kroonlijst, gemetselde ontlastingsbogen boven ramen zichtbaar. Aan de St.Jansstraat gemetselde bogen met lisenen | Woonhuis                               | 16e eeuw (gemetselde bogen)                               |                                                                 | Kamp 7                                                              | 52° 9' 26" NB, 5° 23' 37" OL  | 7903   | Meer afbeeldingen |
| Huis met gepleisterde gevel met geblokte pilasters. Gebeeldhouwde steen met kroon | Woonhuis                               | 18e eeuw                                                  |                                                                 | Kamp 9                                                              | 52° 9' 26" NB, 5° 23' 38" OL  | 7904   | Meer afbeeldingen |
| Kamp 11 Huis met halsgevel, met getoogde afdeksteen en zandstenen voluten | Woonhuis                               | 1739                                                      |                                                                 | Kamp 11                                                             | 52° 9' 26" NB, 5° 23' 38" OL  | 7905   | Meer afbeeldingen |
| Huis met lijstgevel afgeknot. Uitgevoerd in baksteen met houten afdekking | Woonhuis                               | 18e eeuw                                                  |                                                                 | Kamp 23                                                             | 52° 9' 27" NB, 5° 23' 40" OL  | 7906   | Huis met lijstgevel afgeknot. Uitgevoerd in baksteen met houten afdekking |
| Huis met lijstgevel. Zijgevel gepleisterd en gewit | Woonhuis                               | 18e eeuw                                                  |                                                                 | Kamp 37                                                             | 52° 9' 28" NB, 5° 23' 43" OL  | 7907   | Huis met lijstgevel. Zijgevel gepleisterd en gewit |
| Oude Barnevelder Veerhuis "het zwarte Paard" genaamd. Uithangteken. Lijstgevel, vensters met luiken | Woonhuis                               | 19e eeuw                                                  |                                                                 | Kamp 47                                                             | 52° 9' 28" NB, 5° 23' 44" OL  | 7908   | Meer afbeeldingen |
| Huis met halsgevel, met getoogde zandstenen afdekking | Woonhuis                               | 18e eeuw                                                  |                                                                 | Kamp 71                                                             | 52° 9' 30" NB, 5° 23' 48" OL  | 7909   | Meer afbeeldingen |
| Huis met halsgevel, uitgevoerd in baksteen. Zandstenen voluten | Woonhuis                               | 1740                                                      |                                                                 | Kamp 75                                                             | 52° 9' 30" NB, 5° 23' 49" OL  | 7910   | Meer afbeeldingen |
| Pakhuis met rechte kroonlijst. Hijskapel met luiken | Woonhuis                               | 18e eeuw                                                  |                                                                 | Kamp 77                                                             | 52° 9' 30" NB, 5° 23' 49" OL  | 7911   | Meer afbeeldingen |
| Pakhuis. Aan de zijkant kroonlijst doorbroken door hijsbalkluik. Aan de voorzijde rechte kroonlijst | Woonhuis                               |                                                           |                                                                 | Kamp 79 / Achter de Kamp 258                                        | 52° 9' 30" NB, 5° 23' 49" OL  | 7912   | Meer afbeeldingen |
| Snuifmolen | Woonhuis                               | 19e eeuw (voorgevel)                                      |                                                                 | Kamp 2                                                              | 52° 9' 26" NB, 5° 23' 35" OL  | 7913   | Meer afbeeldingen |
| Gekroonde Byenkorf | Woonhuis                               | 1687                                                      |                                                                 | Kamp 10 / Coninckstraat 2                                           | 52° 9' 27" NB, 5° 23' 36" OL  | 7914   | Meer afbeeldingen |
| Keerskorf | Woonhuis                               |                                                           |                                                                 | Kamp 24                                                             | 52° 9' 28" NB, 5° 23' 39" OL  | 7915   | Meer afbeeldingen |
| Huis met lijstgevel | Woonhuis                               | 19e eeuw                                                  |                                                                 | Kamp 40                                                             | 52° 9' 28" NB, 5° 23' 41" OL  | 7916   | Meer afbeeldingen |
| Huis met gepleisterde gevel met rechte kroonlijst, bovenlicht met tonnetjes. Tabakswinkel. Deuren met bovenlicht | Woonhuis                               | eerste kwart 18e eeuw (tabakswinkel)                      |                                                                 | Oliesteeg 2, 4, 6 / Kamp 42                                         | 52° 9' 28" NB, 5° 23' 41" OL  | 7917   | Meer afbeeldingen |
| Witgepleisterd hoekpand met verdieping gedeeltelijk onder schilddak, met dakkapel | Woonhuis                               | mogelijk 17e eeuw                                         |                                                                 | Kamp 44 / Oliesteeg 1                                               | 52° 9' 28" NB, 5° 23' 42" OL  | 7918   | Meer afbeeldingen |
| Huis met halsgevel, uitgevoerd in baksteen | Woonhuis                               | 18e eeuw                                                  |                                                                 | Kamp 48                                                             | 52° 9' 29" NB, 5° 23' 43" OL  | 7919   | Meer afbeeldingen |
| Huis met gepleisterde lijstgevel. Aan de zijde der St.Annastraat oudere datum. Gevel van kruisvensters voorzien. Baksteen zichtbaar | Woonhuis                               |                                                           |                                                                 | Kamp 88                                                             | 52° 9' 31" NB, 5° 23' 49" OL  | 7920   | Meer afbeeldingen |
| Huis met aan de Muurhuizenzijde gepleisterde gevel met hijsluik. | Woonhuis                               |                                                           |                                                                 | Kamperbinnenpoort 2                                                 | 52° 9' 26" NB, 5° 23' 33" OL  | 7921   | Meer afbeeldingen |
| Huis met moderne voorgevel, achterzijde aan de Singel houtbouw sterk gerestaureerd | Woonhuis                               |                                                           |                                                                 | Kamperbinnenpoort 4                                                 | 52° 9' 26" NB, 5° 23' 34" OL  | 7922   | Meer afbeeldingen |
| Achter nieuwe gevel oud huis, vooral zijden aan de Singel zichtbaar | Woonhuis                               |                                                           |                                                                 | Kamperbinnenpoort 5                                                 | 52° 9' 25" NB, 5° 23' 34" OL  | 7923   | Meer afbeeldingen |
| Kamperbinnenpoort: een door twee torens geflankeerde poortdoorgang. Poort grotendeels gereconstrueerd. Het is een naderhand toegevoegd overblijfsel van het 13e-eeuwse poortgebouw | Fort, vesting en -onderdl              | 13e/14e eeuw                                              |                                                                 | Kamperbinnenpoort ong poort                                         | 52° 9' 26" NB, 5° 23' 35" OL  | 7924   | Meer afbeeldingen |
| Voormalige klooster Marienhof | Klooster, kloosteronderdl              | 1547                                                      |                                                                 | Kleine Haag 2                                                       | 52° 9' 12" NB, 5° 23' 25" OL  | 7925   | Meer afbeeldingen |
| Royaal huis met verhoogde middenpartij door fronton gedekt. Hijsluik en balk. Natuurstenen blokken boven de ramen | Woonhuis                               | 17e eeuw                                                  |                                                                 | Kleine Spui 6 a, b, c en d                                          | 52° 9' 30" NB, 5° 23' 9" OL   | 7926   | Meer afbeeldingen |
| Huis met lijstgevel met twee gevelstenen: Eliza door de raven gevoed en een zeilschip | Woonhuis                               |                                                           |                                                                 | Kleine Spui 8                                                       | 52° 9' 30" NB, 5° 23' 9" OL   | 7927   | Huis met lijstgevel met twee gevelstenen: Eliza door de raven gevoed en een zeilschip |
| Koppelpoort | Fort, vesting en -onderdl              | 15e eeuw                                                  |                                                                 | Kleine Spui 32 koppelpoort                                          | 52° 9' 31" NB, 5° 23' 8" OL   | 7928   | Meer afbeeldingen |
| Pand onder afgeplat schilddak met gepleisterde lijstgevel 19e eeuw. Voor een oudere kern; schuiframen met roedenverdeling, gestucte pilasters en blokken boven de vensters (Mondriaanhuis)                                                                                            | Woonhuis                               | 19e eeuw                                                  |                                                                 | Kortegracht 11                                                      | 52° 9' 17" NB, 5° 23' 25" OL  | 7929   | Meer afbeeldingen |
| Pakhuis van baksteen met dunne pleisterlaag, rechthoekig grondplan en mansarde dak. Aan de voorzijde een topgevel van drie traveeën, vensters ter weerszijden van de inlaadopeningen. In de vrijliggende zijgevel vensters van verschillende omvang en een reeks staafankers          | Opslag                                 |                                                           |                                                                 | Kortegracht 9 / Mooierstraat ong.                                   | 52° 9' 17" NB, 5° 23' 24" OL  | 7930   | Meer afbeeldingen |
| Huis met eenvoudige gevel met rechte kroonlijst met tympaan. Gebeeldhouwde deur. Levensboom in bovenlicht | Woonhuis                               | 18e eeuw                                                  |                                                                 | Kortegracht 10                                                      | 52° 9' 18" NB, 5° 23' 25" OL  | 7931   | Meer afbeeldingen |
| Huis met gepleisterde gevel met rechte kroonlijst | Woonhuis                               | 19e eeuw                                                  |                                                                 | Kortegracht 12 a en b                                               | 52° 9' 18" NB, 5° 23' 25" OL  | 7932   | Meer afbeeldingen |
| Laag woonhuis, daklijst met Louis Seize tandingen | Woonhuis                               |                                                           |                                                                 | Kortegracht 18                                                      | 52° 9' 18" NB, 5° 23' 26" OL  | 7933   | Meer afbeeldingen |
| Woonhuis en schoolgebouw bij de synagoge. Voor- en zijgevel in baksteen uitgevoerd in spaarnissen. Maakt deel uit van het synagoge-complex | Woonhuis                               | eerste kwart 17e eeuw                                     |                                                                 | Kortegracht 21                                                      | 52° 9' 16" NB, 5° 23' 27" OL  | 7934   | Meer afbeeldingen |
| Tuinmuur, afgedekt met hardstenen platen. Hekpijlers en gesmeed ijzeren hek. Maakt deel uit van het synagoge-complex | Kerk en kerkonderdeel                  | eerste kwart 17e eeuw                                     |                                                                 | Kortegracht 23                                                      | 52° 9' 16" NB, 5° 23' 27" OL  | 7935   | Tuinmuur, afgedekt met hardstenen platen. Hekpijlers en gesmeed ijzeren hek. Maakt deel uit van het synagoge-complex                                                                         |
| Woonhuis, waarvan de voor- en zijgevel in baksteen zijn uitgevoerd. Zijgevel met spaarnissen. Maakt deel uit van het synagoge-complex | Woonhuis                               | eerste kwart 17e eeuw                                     |                                                                 | Kortegracht 25                                                      | 52° 9' 16" NB, 5° 23' 28" OL  | 7936   | Meer afbeeldingen |
| Huis met gepleisterde pilastergevel met rechte kroonlijst en hoog zadeldak. Getoogde ramen | Woonhuis                               |                                                           |                                                                 | Kortegracht 26                                                      | 52° 9' 17" NB, 5° 23' 28" OL  | 7937   | Meer afbeeldingen |
| Lage huizen, beneden winkelpui met luiken, kruiskozijn en poort, boven kruisvensters en rechte daklijst | Woonhuis                               | 16e eeuw                                                  |                                                                 | Krankeledenstraat 6                                                 | 52° 9' 17" NB, 5° 23' 16" OL  | 7938   | Meer afbeeldingen |
| Hoek Lieve Vrouwe Kerkhof. Z.g. "Kapellehuis". Trapgevel met zandstenen en gemetseld kozijn en overhoekse pinakels. Blinde vensternissen met metselwerk versierd. Zetel van de kapelmeesters der Onze Lieve Vrouwekapel                                                               | Kerkelijke dienstwoning                | ca. 1500                                                  |                                                                 | Krankeledenstraat 11                                                | 52° 9' 18" NB, 5° 23' 16" OL  | 7939   | Meer afbeeldingen |
| Onze-Lieve-Vrouwetoren | Kerk en kerkonderdeel                  | laatste helft 15e eeuw                                    |                                                                 | Krankeledenstraat 30 Onze-lieve-vrouwetoren                         | 52° 9' 19" NB, 5° 23' 14" OL  | 7940   | Meer afbeeldingen |
| Huis met gepleisterde eenvoudige lage lijstgevel. Gevelsteen met 't Lam Gods. Een geheel met nr. 12 | Woonhuis                               |                                                           |                                                                 | Krommestraat 10                                                     | 52° 9' 21" NB, 5° 23' 21" OL  | 7941   | Meer afbeeldingen |
| Huis met eenvoudige gepleisterde lage lijstgevel. Een geheel met nr. 10 | Woonhuis                               |                                                           |                                                                 | Krommestraat 12                                                     | 52° 9' 21" NB, 5° 23' 21" OL  | 7942   | Meer afbeeldingen |
| Huis met door rechte kroonlijst afgeknotte gepleisterde gevel, aan de achterzijde trapgevel | Woonhuis                               | 16e eeuw                                                  |                                                                 | Krommestraat 20 / Torengang 2-4                                     | 52° 9' 22" NB, 5° 23' 20" OL  | 7943   | Meer afbeeldingen |
| De Kroon | Woonhuis                               | 1663 (gevel) 16e eeuw (huis)                              |                                                                 | Krommestraat 36 - 38 - 40 etalage                                   | 52° 9' 23" NB, 5° 23' 18" OL  | 7944   | Meer afbeeldingen |
| Huis, waarvan voorzijde modern. Aan de Langegracht gelegen achtergedeelte belangrijker. Bakstenen achtergevel, herbouwd in oud-Amersfoortse trant, draairamen | Woonhuis                               |                                                           |                                                                 | Krommestraat 44 a, b casco                                          | 52° 9' 24" NB, 5° 23' 17" OL  | 7945   | Meer afbeeldingen |
| Huis, waarvan vooral de achterzijde, aan Langegracht gelegen, 17e-eeuwse indruk maakt. Afgeknotte puntgevel aan de Krommestraat. Deur met bovenlicht en houten omlijsting. Inwendig: muurschildering van St.Joris                                                                     | Woonhuis                               | ca. 1530                                                  |                                                                 | Krommestraat 46                                                     | 52° 9' 24" NB, 5° 23' 17" OL  | 7946   | Meer afbeeldingen |
| Laag gewit huis met hijsbalk. Bakstenen voor- en achtergevel | Woonhuis                               |                                                           |                                                                 | Krommestraat 60 / Kerkgang 1                                        | 52° 9' 25" NB, 5° 23' 16" OL  | 7947   | Laag gewit huis met hijsbalk. Bakstenen voor- en achtergevel |
| Huis met lijstgevel met uitgebouwde uitstalkast van de winkel | Woonhuis                               |                                                           |                                                                 | Krommestraat 68                                                     | 52° 9' 26" NB, 5° 23' 15" OL  | 7948   | Huis met lijstgevel met uitgebouwde uitstalkast van de winkel |
| Huis met gepleisterde forse lijstgevel aan de zijkanten iets naar voren springend. 19e-eeuws karakter; echter oudere opzet aanwezig | Woonhuis                               | 19e eeuw (karakter)                                       |                                                                 | Krommestraat 70                                                     | 52° 9' 26" NB, 5° 23' 15" OL  | 7949   | Huis met gepleisterde forse lijstgevel aan de zijkanten iets naar voren springend. 19e-eeuws karakter; echter oudere opzet aanwezig                                                          |
| Voormalige brouwerij "Het Anker" | Woonhuis                               | 17e eeuw                                                  |                                                                 | Langegracht 12                                                      | 52° 9' 22" NB, 5° 23' 17" OL  | 7950   | Meer afbeeldingen |
| Eenvoudig gepleisterd laag woonhuis met rechte kroonlijst | Woonhuis                               |                                                           |                                                                 | Langegracht 26                                                      | 52° 9' 24" NB, 5° 23' 14" OL  | 7951   | Meer afbeeldingen |
| Huis met gepleisterde lijstgevel | Woonhuis                               | 18e eeuw                                                  |                                                                 | Langegracht 27-27a                                                  | 52° 9' 24" NB, 5° 23' 14" OL  | 7952   | Meer afbeeldingen |
| Huis met gepleisterde lijstgevel | Woonhuis                               | 18e eeuw                                                  |                                                                 | Langegracht 28                                                      | 52° 9' 24" NB, 5° 23' 14" OL  | 7953   | Meer afbeeldingen |
| Eenvoudig laag huis met rechte kroonlijst. Brede bakstenen gevel. Gevelsteen met de Franse lelie | Woonhuis                               |                                                           |                                                                 | Langegracht 31                                                      | 52° 9' 25" NB, 5° 23' 14" OL  | 7954   | Eenvoudig laag huis met rechte kroonlijst. Brede bakstenen gevel. Gevelsteen met de Franse lelie                                                                                             |
| Elleboogkerk | Kerk en kerkonderdeel                  | 1820                                                      |                                                                 | Langegracht 36                                                      | 52° 9' 26" NB, 5° 23' 13" OL  | 7955   | Meer afbeeldingen |
| Pastorie. Regelmatig woonhuis, ingang in het midden gelegen met aan iedere zijde twee vensters | Kerkelijke dienstwoning                | 19e eeuw                                                  |                                                                 | Langegracht 37                                                      | 52° 9' 27" NB, 5° 23' 13" OL  | 7956   | Pastorie. Regelmatig woonhuis, ingang in het midden gelegen met aan iedere zijde twee vensters                                                                                               |
| Pand met hoog tentdak, door winkel aangetast. Aan achterzijde en zijkant oude staat het beste afleesbaar | Woonhuis                               | 16e eeuw                                                  |                                                                 | Langestraat 1                                                       | 52° 9' 15" NB, 5° 23' 16" OL  | 7957   | Meer afbeeldingen |
| Huis met sobere 18e-eeuwse halsgevel bekroond door gebeeldhouwde kuif; aan de achterzijde trapgevel en uitgebouwde schoorsteen met tandingen. Aan de zijkant getrapgevelde dakkapel. Apothekerswinkel                                                                                 | Woonhuis                               | 16e eeuw                                                  |                                                                 | Langestraat 9                                                       | 52° 9' 16" NB, 5° 23' 17" OL  | 7958   | Meer afbeeldingen |
| Huis met trapgevel, met mozaïekwerk, sierankers en maskers, bekroond door schilddragende leeuw. Achterzijde eenvoudige topgevel van vroeger datum | Woonhuis                               | 1619                                                      |                                                                 | Langestraat 11                                                      | 52° 9' 16" NB, 5° 23' 18" OL  | 7959   | Meer afbeeldingen |
| Huis met eenvoudige halsgevel, onder tot winkel verbouwd. Van belang voor nr. 45 | Woonhuis                               |                                                           |                                                                 | Langestraat 43                                                      | 52° 9' 18" NB, 5° 23' 21" OL  | 7960   | Huis met eenvoudige halsgevel, onder tot winkel verbouwd. Van belang voor nr. 45 |
| Huis met trapgevel met natuurstenen banden en blokken, gevel bekroond door schilddragende leeuw | Woonhuis                               | 1628                                                      |                                                                 | Langestraat 45                                                      | 52° 9' 18" NB, 5° 23' 22" OL  | 7961   | Meer afbeeldingen |
| Evangelisch-Lutherse Kerk | Kerk en kerkonderdeel                  | 14e eeuw                                                  |                                                                 | Geest/ Lutherse kerk                                                | 52° 9' 20" NB, 5° 23' 23" OL  | 7962   | Meer afbeeldingen |
| Brede lijstgevel waarachter huis van oudere datum | Woonhuis                               |                                                           |                                                                 | Langestraat 115 samen met nr. 113                                   | 52° 9' 23" NB, 5° 23' 30" OL  | 7963   | Meer afbeeldingen |
| Forse 19e-eeuwse lijstgevel waarachter middeleeuws huis | Woonhuis                               | middeleeuwen (huis)                                       |                                                                 | Langestraat 121                                                     | 52° 9' 24" NB, 5° 23' 31" OL  | 7964   | Meer afbeeldingen |
| Het Sprengel; Brug over de Singelgracht met sluitstenen en cartouche met het jaartal. Brug bekroond door twee gesmede ijzeren bogen, elk voorzien van een rad met ketting, het Sprengel genaamd                                                                                       | Bijgebouwen kastelen enz.              | 1616 (jaartal)                                            |                                                                 | Langestraat 2 nabij brug en sprengel                                | 52° 9' 16" NB, 5° 23' 16" OL  | 7965   | Meer afbeeldingen |
| Pand, een geheel met nr. 88. Huis met rechte kroonlijst met tandingen. Dak door twee schoorstenen bekroond. Diep doorlopend terzijde van de Joriskerk, langs de Groenmarkt gepleisterd                                                                                                | Woonhuis                               | 18e eeuw                                                  |                                                                 | Langestraat 86                                                      | 52° 9' 24" NB, 5° 23' 28" OL  | 7966   | Meer afbeeldingen |
| Pand, een geheel met nr. 86. Huis met rechte kroonlijst met tandingen. Dak door twee schoorstenen bekroond. Diep doorlopend terzijde van de Joriskerk. Lans de Groenmarkt gepleisterd                                                                                                 | Woonhuis                               | 18e eeuw                                                  |                                                                 | Langestraat 88                                                      | 52° 9' 24" NB, 5° 23' 28" OL  | 7967   | Meer afbeeldingen |
| Huis met eenvoudige halsgevel. Versierde afdek en voluten | Woonhuis                               | 1747                                                      |                                                                 | Langestraat 108                                                     | 52° 9' 25" NB, 5° 23' 31" OL  | 7968   | Meer afbeeldingen |
| Hoek Muurhuizen. Huis met lijstgevel met natuurstenen blokken op de hoek, aan de zijde der Muurhuizen gebogen verloop, hijsluik doorsnijdt hier de daklijst | Woonhuis                               |                                                           |                                                                 | Langestraat bij 112                                                 | 52° 9' 26" NB, 5° 23' 33" OL  | 7969   | Meer afbeeldingen |
| Huis met trapgevel met hardstenen banden en blokken in bogen boven de ramen. Deels pakhuis | Woonhuis                               | 1657                                                      |                                                                 | Lavendelstraat 3                                                    | 52° 9' 25" NB, 5° 23' 23" OL  | 7970   | Meer afbeeldingen |
| Hoek Groenmarkt. Gepleisterd laag woonhuis | Woonhuis                               |                                                           |                                                                 | Lavendelstraat 5                                                    | 52° 9' 25" NB, 5° 23' 23" OL  | 7971   | Meer afbeeldingen |
| Woonhuis met rechte kroonlijst. Bakstenen gevel | Woonhuis                               |                                                           |                                                                 | Lavendelstraat 11a en b                                             | 52° 9' 26" NB, 5° 23' 23" OL  | 7972   | Woonhuis met rechte kroonlijst. Bakstenen gevel |
| Huis met trapgevel met hijsbalk, plm. 1610. Vroeger pakhuis, thans woning en winkel | Woonhuis                               |                                                           |                                                                 | Lavendelstraat 12                                                   | 52° 9' 26" NB, 5° 23' 22" OL  | 7973   | Meer afbeeldingen |
| Vishal | Handel en kantoor                      | 1657                                                      |                                                                 | Kortegracht ong vishal                                              | 52° 9' 19" NB, 5° 23' 23" OL  | 7974   | Meer afbeeldingen |
| Pand, deel uitmakend van groep van drie woningen. Boven de tweede verdieping een overstekende op korbelen rustende rand | Woonhuis                               | 16e eeuw                                                  |                                                                 | Lieve Vrouwestraat 4                                                | 52° 9' 18" NB, 5° 23' 18" OL  | 7975   | Meer afbeeldingen |
| Pand, deel uitmakend van groep van drie woningen. Boven de tweede verdieping een overstekende op korbelen rustende rand | Woonhuis                               | 16e eeuw                                                  |                                                                 | Lieve Vrouwestraat 6                                                | 52° 9' 18" NB, 5° 23' 18" OL  | 7976   | Meer afbeeldingen |
| Pand, deel uitmakend van groep van drie woningen. Boven de tweede verdieping een overstekende op korbelen rustende rand | Woonhuis                               | 16e eeuw                                                  |                                                                 | Lieve Vrouwestraat 8                                                | 52° 9' 18" NB, 5° 23' 18" OL  | 7977   | Meer afbeeldingen |
| Hoek Lieve Vrouwekerkhof. PAKHUIS met trapgevel, vensterbogen met metselmozaïek gevuld, uitstekende hijsbalk | Woonhuis                               | ca. 1615                                                  |                                                                 | Lieve Vrouwestraat 20                                               | 52° 9' 21" NB, 5° 23' 16" OL  | 7978   | Meer afbeeldingen |
| Oude Mannen- en Vrouwenhuis der Hervormde diaconie | Sociale zorg, liefdadigh.              | 1561 (lateibalk)                                          |                                                                 | Muurhuizen 1                                                        | 52° 9' 15" NB, 5° 23' 21" OL  | 7979   | Meer afbeeldingen |
| Pand. Tegenhanger van het aangrenzende voormalige Oude Mannen- en Vrouwenhuis. Hoge bakstenen gevel aan voor- en achterzijde. Regelmatig aangebrachte vensters met kruisroeden. Omlijste voordeur. Gewelven in de kelders                                                             | Woonhuis                               | ca. 1561                                                  |                                                                 | Muurhuizen 3                                                        | 52° 9' 15" NB, 5° 23' 22" OL  | 7980   | Meer afbeeldingen |
| Huis met gepleisterde gevel met rechte kroonlijst. In het midden dakkapel met plat dak, de kroonlijst doorsnijdend. Gebeeldhouwde steen met afbeelding van het huis "'t Huis te Nieuwenburch 1645". Vormt een geheel met nr. 7                                                        | Woonhuis                               |                                                           |                                                                 | Muurhuizen 5                                                        | 52° 9' 15" NB, 5° 23' 23" OL  | 7981   | Meer afbeeldingen |
| Huis met gepleisterde gevel met rechte kroonlijst, in het midden dakkapel met plat dak, de kroonlijst doorsnijdend. Gebeeldhouwde steen met afbeelding van het huis "'t Huis te Nieuwenburch 1645". Vormt een geheel met nr. 5                                                        | Woonhuis                               |                                                           |                                                                 | Muurhuizen 7                                                        | 52° 9' 15" NB, 5° 23' 23" OL  | 7982   | Meer afbeeldingen |
| Huis met hoog zadeldak, aan de zijde der Muurhuizen rechte daklijst door dakkapel onderbroken | Woonhuis                               | 16e eeuw                                                  |                                                                 | Muurhuizen 9 zie Zuidsingel 22                                      | 52° 9' 15" NB, 5° 23' 24" OL  | 7983   | Meer afbeeldingen |
| Laag, eenvoudig woonhuis, aan singelzijde gepleisterd. Rechte lijst. Het oude muurwerk van de stadsmuur duidelijk zichtbaar. Vormt een geheel met nr. 15 | Woonhuis                               |                                                           |                                                                 | Muurhuizen 13                                                       | 52° 9' 15" NB, 5° 23' 25" OL  | 7984   | Laag, eenvoudig woonhuis, aan singelzijde gepleisterd. Rechte lijst. Het oude muurwerk van de stadsmuur duidelijk zichtbaar. Vormt een geheel met nr. 15                                     |
| Laag, eenvoudig woonhuis, aan singelzijde gepleisterd. Rechte lijst. Het oude muurwerk van de stadsmuur duidelijk zichtbaar. Vormt een geheel met nr. 11 | Woonhuis                               |                                                           |                                                                 | Muurhuizen 15                                                       | 52° 9' 15" NB, 5° 23' 26" OL  | 7985   | Laag, eenvoudig woonhuis, aan singelzijde gepleisterd. Rechte lijst. Het oude muurwerk van de stadsmuur duidelijk zichtbaar. Vormt een geheel met nr. 11                                     |
| Huis met gepleisterde gevel met in de middenpartij topgevel met hijsbalk | Woonhuis                               | 17e eeuw                                                  |                                                                 | Muurhuizen 17                                                       | 52° 9' 15" NB, 5° 23' 26" OL  | 7986   | Meer afbeeldingen |
| Bollenburg, huis met hoog oprijzende gewitte gevel. Hijsluik, rechte daklijst doorsnijdend; hoog zadeldak. Op bovenverdieping kleine vensters. Aanbouw tegen de stadszijde. Dichtgemetselde vensters                                                                                  | Woonhuis                               | 16e eeuw (gevel)                                          |                                                                 | Muurhuizen 19 a en b                                                | 52° 9' 15" NB, 5° 23' 27" OL  | 7987   | Meer afbeeldingen |
| Huis Tinnenburg | Woonhuis                               | 15e eeuw                                                  |                                                                 | Muurhuizen 25                                                       | 52° 9' 16" NB, 5° 23' 29" OL  | 7988   | Meer afbeeldingen |
| Huis met eenvoudige gevel met rechte kroonlijst | Woonhuis                               |                                                           |                                                                 | Muurhuizen 27                                                       | 52° 9' 16" NB, 5° 23' 30" OL  | 7989   | Meer afbeeldingen |
| Huis met gepleisterde gevel met rechte kroonlijst. Omlijste voordeur | Woonhuis                               |                                                           |                                                                 | Muurhuizen 29                                                       | 52° 9' 16" NB, 5° 23' 30" OL  | 7990   | Meer afbeeldingen |
| Huis met gepleisterde gevel met rechte kroonlijst. Omlijste voordeur | Woonhuis                               |                                                           |                                                                 | Muurhuizen 31                                                       | 52° 9' 17" NB, 5° 23' 30" OL  | 7991   | Meer afbeeldingen |
| Huis met gepleisterde gevel met traptorentje, gesmede muurankers en uitbouw aan de straat. Rechte kroonlijsten | Woonhuis                               |                                                           |                                                                 | Muurhuizen 33 a, b en c                                             | 52° 9' 17" NB, 5° 23' 31" OL  | 7992   | Meer afbeeldingen |
| Gepleisterd pakhuis. In de gevel twee hijsbalken | Opslag                                 |                                                           |                                                                 | Muurhuizen 35b                                                      | 52° 9' 18" NB, 5° 23' 31" OL  | 7993   | Meer afbeeldingen |
| Laag eenvoudig gepleisterd huis, uitspringend naast nr. 35b | Woonhuis                               |                                                           |                                                                 | Muurhuizen 37a en b                                                 | 52° 9' 18" NB, 5° 23' 31" OL  | 7994   | Meer afbeeldingen |
| Eenvoudig huis met rechte kroonlijst, aan de Singel uitgebouwde vleugel | Woonhuis                               | 18e eeuw                                                  |                                                                 | Muurhuizen 47                                                       | 52° 9' 20" NB, 5° 23' 33" OL  | 7995   | Meer afbeeldingen |
| Witgepleisterde eenvoudige huizen, met hoge stoep, in gebruik bij Oud Geref. Gemeente | Woonhuis                               | 17e eeuw                                                  |                                                                 | Muurhuizen 53a, b en c                                              | 52° 9' 21" NB, 5° 23' 34" OL  | 7996   | Meer afbeeldingen |
| Witgepleisterde eenvoudige woning met rechte kroonlijst en zadeldak, deels uit 16e en 17e eeuw | Woonhuis                               | 1635 (jaartal)                                            |                                                                 | Muurhuizen 59 vh. onderdeel van 55                                  | 52° 9' 22" NB, 5° 23' 34" OL  | 7997   | Meer afbeeldingen |
| Plompe- of Dieventoren | Fort, vesting en -onderdl              | 13e eeuw                                                  |                                                                 | Muurhuizen 97                                                       | 52° 9' 22" NB, 5° 23' 34" OL  | 7998   | Meer afbeeldingen |
| Pand, deel uitmakend van groep van vijf woningen. Statige hoge gevel met steil zadeldak. Aan de singelzijde gemetselde bogen en lisenen | Woonhuis                               | 16e eeuw (gevel)                                          |                                                                 | Muurhuizen 99                                                       | 52° 9' 22" NB, 5° 23' 34" OL  | 7999   | Meer afbeeldingen |
| Pand, deel uitmakend van groep van vijf woningen. Statige hoge gevel met steil zadeldak. Aan de singelzijde gemetselde bogen en lisenen | Woonhuis                               | 16e eeuw (gevel)                                          |                                                                 | Muurhuizen 101                                                      | 52° 9' 22" NB, 5° 23' 34" OL  | 8000   | Meer afbeeldingen |
| Pand, deel uitmakend van groep van vijf woningen. Statige hoge gevel met steil zadeldak. Aan de singelzijde gemetselde bogen en lisenen | Woonhuis                               | 16e eeuw (gevel)                                          |                                                                 | Muurhuizen 105                                                      | 52° 9' 23" NB, 5° 23' 34" OL  | 8001   | Meer afbeeldingen |
| Pand, deel uitmakend van groep van vijf woningen. Statige hoge gevel met steil zadeldak. Aan de singelzijde gemetselde bogen en lisenen | Woonhuis                               | 16e eeuw (gevel)                                          |                                                                 | Muurhuizen 107                                                      | 52° 9' 23" NB, 5° 23' 34" OL  | 8002   | Meer afbeeldingen |
| Zgn.Secretarishuisje (stond in 2008 model voor het 89e Delfts blauwe huisje van KLM) | Woonhuis                               | 16e eeuw (oorsprong) 17e en 18e eeuw (verbouwd)           |                                                                 | Muurhuizen 109                                                      | 52° 9' 23" NB, 5° 23' 34" OL  | 8003   | Meer afbeeldingen |
| Eenvoudige lage woningen met enige blinde vensternissen. Strekken boven de ramen en deuren | Woonhuis                               |                                                           |                                                                 | Muurhuizen 145                                                      | 52° 9' 27" NB, 5° 23' 32" OL  | 8004   | Meer afbeeldingen |
| Huis met gepleisterde halsgevel met naastgelegen schuur | Woonhuis                               | 17e eeuw                                                  |                                                                 | Muurhuizen 147                                                      | 52° 9' 27" NB, 5° 23' 32" OL  | 8005   | Meer afbeeldingen |
| Gepleisterde lage woningen | Woonhuis                               | 17e eeuw                                                  |                                                                 | Muurhuizen 153-155                                                  | 52° 9' 27" NB, 5° 23' 31" OL  | 8006   | Meer afbeeldingen |
| Laag huis met rechte daklijst | Woonhuis                               | 17e eeuw                                                  |                                                                 | Muurhuizen 159                                                      | 52° 9' 27" NB, 5° 23' 30" OL  | 8007   | Meer afbeeldingen |
| Woonhuis met trapgevel. Hoog zadeldak, daklijst door dakkapel met hijsbalk onderbroken. | Woonhuis                               | 16e eeuw                                                  |                                                                 | Muurhuizen 165                                                      | 52° 9' 28" NB, 5° 23' 30" OL  | 8008   | Meer afbeeldingen |
| Huis met zakgoot, dubbel zadeldak en rechte kroonlijst. In de singel uitgebouwd tuinhuis. Aan de korte zijde dubbele topgevel met littekens van oudere gevel | Woonhuis                               | 17e eeuw                                                  |                                                                 | Muurhuizen 177                                                      | 52° 9' 28" NB, 5° 23' 28" OL  | 8009   | Meer afbeeldingen |
| Huis met eenvoudige lijstgevel. Dakkapel met hijsbalk. Gerestaureerd | Woonhuis                               |                                                           |                                                                 | Muurhuizen 179                                                      | 52° 9' 28" NB, 5° 23' 27" OL  | 8010   | Meer afbeeldingen |
| Huis met gepleisterde kroonlijstgevel en voordeur met zijpilasters en bekroning | Woonhuis                               |                                                           |                                                                 | Muurhuizen 181 a en b                                               | 52° 9' 28" NB, 5° 23' 27" OL  | 8011   | Meer afbeeldingen |
| Woonhuis met gepleisterde kroonlijstgevel en voordeur met zijpilasters en bekroning | Woonhuis                               |                                                           |                                                                 | Muurhuizen 183                                                      | 52° 9' 28" NB, 5° 23' 27" OL  | 8012   | Meer afbeeldingen |
| Huis met gepleisterde lijstgevel. In wezen 17e-eeuws huis. Voordeur met houten pilasters | Woonhuis                               |                                                           |                                                                 | Muurhuizen 197 a en b                                               | 52° 9' 28" NB, 5° 23' 26" OL  | 8013   | Meer afbeeldingen |
| Huis met forse 16e-eeuwse gevel, gewit zadeldak, uitgebouwd aan de Muurhuizen | Woonhuis                               |                                                           |                                                                 | Muurhuizen 199                                                      | 52° 9' 28" NB, 5° 23' 25" OL  | 8014   | Meer afbeeldingen |
| Huis met achthoekige traptoren boven deurpartij oprijzend | Woonhuis                               | 1569                                                      |                                                                 | Muurhuizen 201                                                      | 52° 9' 28" NB, 5° 23' 24" OL  | 8015   | Meer afbeeldingen |
| Statig hoog oprijzend huis gepleisterd met hoog zadeldak | Woonhuis                               | 16e eeuw                                                  |                                                                 | Muurhuizen 217 a-r                                                  | 52° 9' 29" NB, 5° 23' 19" OL  | 8016   | Meer afbeeldingen |
| Gepleisterd huis. Daklijst met uitgekraagd gemetselde rand | Woonhuis                               | 16e eeuw                                                  |                                                                 | Muurhuizen 229                                                      | 52° 9' 29" NB, 5° 23' 17" OL  | 8017   | Meer afbeeldingen |
| Huis van drie verdiepingen, dakkapel met hijsbalk, de daklijst doorsnijdend | Woonhuis                               | 16e eeuw                                                  |                                                                 | Muurhuizen 237                                                      | 52° 9' 29" NB, 5° 23' 17" OL  | 8018   | Meer afbeeldingen |
| Hoog huis met vier verdiepingen en hoog zadeldak. Aan de zijkanten in door schoorstenen bekroonde topgevels eindigend. Aanzetten van doorlopende muren | Woonhuis                               | 16e eeuw                                                  |                                                                 | Muurhuizen 243                                                      | 52° 9' 29" NB, 5° 23' 16" OL  | 8019   | Meer afbeeldingen |
| Witgepleisterd laag huis met hoog zadeldak en uitbouwen. Dakkapel door daklijst snijdend met hijsbalk | Woonhuis                               |                                                           |                                                                 | Muurhuizen 251                                                      | 52° 9' 29" NB, 5° 23' 16" OL  | 8020   | Meer afbeeldingen |
| Woonhuis met lage gevel uitgevoerd in baksteen. Maakt deel uit van het synagoge-complex | Woonhuis                               | eerste kwart 17e eeuw                                     |                                                                 | Muurhuizen 26                                                       | 52° 9' 15" NB, 5° 23' 26" OL  | 8021   | Woonhuis met lage gevel uitgevoerd in baksteen. Maakt deel uit van het synagoge-complex |
| Laag pakhuis. Bakstenen gevel | Opslag                                 | 18e eeuw                                                  |                                                                 | Muurhuizen 30                                                       | 52° 9' 17" NB, 5° 23' 29" OL  | 8022   | Meer afbeeldingen |
| Huis met gepleisterde lijstgevel. In de zijgevel twee gevelsteentjes | Woonhuis                               | 1660                                                      |                                                                 | Muurhuizen 34 / samen met Valkestraat 42                            | 52° 9' 18" NB, 5° 23' 30" OL  | 8023   | Huis met gepleisterde lijstgevel. In de zijgevel twee gevelsteentjes |
| Gepleisterd laag woonhuis, dakkapel met hijsbalk en rechte kroonlijst doorsnijdend | Woonhuis                               |                                                           |                                                                 | Nieuwstraat 31 / Muurhuizen 50                                      | 52° 9' 19" NB, 5° 23' 32" OL  | 8024   | Meer afbeeldingen |
| Pakhuis, topgevel met hardstenen banden en blokken boven de vensters | Woonhuis                               | 17e eeuw                                                  |                                                                 | Muurhuizen 78                                                       | 52° 9' 24" NB, 5° 23' 34" OL  | 8025   | Meer afbeeldingen |
| Pakhuis, lage schuur met hijsbalk en dakkapel, de daklijst doorsnijdend | Opslag                                 |                                                           |                                                                 | Muurhuizen 82                                                       | 52° 9' 24" NB, 5° 23' 34" OL  | 8026   | Meer afbeeldingen |
| Woonhuis met bakstenen tuitgevel en hijsluik | Opslag                                 |                                                           |                                                                 | Muurhuizen 84                                                       | 52° 9' 24" NB, 5° 23' 33" OL  | 8027   | Meer afbeeldingen |
| Hoek Langestraat 118. Huis met hoge gewitte zijgevel met hijskap. Tuinmuur met twee poortdeuren, waarvan een bekroond | Woonhuis                               |                                                           |                                                                 | Muurhuizen 92 zijgevel; vh. Langestraat 112                         | 52° 9' 26" NB, 5° 23' 31" OL  | 8028   | Upload foto |
| Pakhuis met eenvoudige topgevel, gepleisterd. Gevelsteentje met het Wapen van Graaf Maurits | Opslag                                 | eerste helft 17e eeuw                                     |                                                                 | Muurhuizen 96                                                       | 52° 9' 26" NB, 5° 23' 30" OL  | 8029   | Meer afbeeldingen |
| Seminarie der oude Clerezy. Hoog oprijzend huis van drie verdiepingen met rechte kroonlijst, aan de korte zijden topgevels. Terzijde strekt een lager gebouw zich uit met ingangspartij, geblokte pilasters en tympaan                                                                | Woonhuis                               | 18e eeuw                                                  |                                                                 | Muurhuizen 102                                                      | 52° 9' 27" NB, 5° 23' 29" OL  | 8030   | Meer afbeeldingen |
| 't Vagevuur | Woonhuis                               | 16e eeuw                                                  |                                                                 | Muurhuizen 108                                                      | 52° 9' 28" NB, 5° 23' 27" OL  | 8031   | Meer afbeeldingen |
| Gevels, deel uitmakend van het pand nr. 108 | Woonhuis                               | 16e eeuw                                                  |                                                                 | Muurhuizen 110 a en b                                               | 52° 9' 28" NB, 5° 23' 26" OL  | 8032   | Meer afbeeldingen |
| Eenvoudige woning. Zijkant topgevel | Woonhuis                               | 17e eeuw                                                  |                                                                 | Muurhuizen 112                                                      | 52° 9' 28" NB, 5° 23' 26" OL  | 8033   | Meer afbeeldingen |
| Nederige woning met topgevel, gepleisterd | Woonhuis                               | 17e eeuw                                                  |                                                                 | Muurhuizen 112I                                                     | 52° 9' 27" NB, 5° 23' 25" OL  | 8034   | Meer afbeeldingen |
| Hoek Appelmarkt. Huis met bakstenen topgevel. Schuifraamkozijnen | Woonhuis                               |                                                           |                                                                 | Muurhuizen 118 en 118 a                                             | 52° 9' 27" NB, 5° 23' 25" OL  | 8035   | Meer afbeeldingen |
| Gepleisterd laag huis, topgevel met tandingen in het metselwerk, naar voren springende aanbouw | Woonhuis                               |                                                           |                                                                 | Muurhuizen 122                                                      | 52° 9' 28" NB, 5° 23' 23" OL  | 8036   | Meer afbeeldingen |
| Pakhuis met gemetselde dakkapel, van hijsbalk voorzien, de daklijst doorsnijdend | Woonhuis                               | 17e eeuw                                                  |                                                                 | Muurhuizen 128                                                      | 52° 9' 28" NB, 5° 23' 22" OL  | 8037   | Meer afbeeldingen |
| Huis met gepleisterde gevel met rechte kroonlijst | Woonhuis                               |                                                           |                                                                 | Muurhuizen 130                                                      | 52° 9' 28" NB, 5° 23' 21" OL  | 8039   | Meer afbeeldingen |
| Pakhuis, topgevel met hijsbalk. Sobere gevel | Woonhuis                               | eerste kwart 17e eeuw                                     |                                                                 | Muurhuizen 140                                                      | 52° 9' 28" NB, 5° 23' 17" OL  | 8040   | Meer afbeeldingen |
| Huis met lage aanbouw (alleen beschreven voor zover Muurhuizen betreffend) | Woonhuis                               | 17e eeuw                                                  |                                                                 | Muurhuizen 148                                                      | 52° 9' 28" NB, 5° 23' 14" OL  | 8041   | Meer afbeeldingen |
| Woonhuis/winkel. Maakt hoewel van oudere datum een 19e-eeuwse indruk. Rechte kroonlijst met muurankers | Woonhuis                               |                                                           |                                                                 | Nieuweweg 1                                                         | 52° 9' 28" NB, 5° 23' 15" OL  | 8042   | Meer afbeeldingen |
| Huis met lange zijde naar de Nieuweweg gewend. Kruisvensters, bovenverdieping lage vensters. Dakkapel met hijsbalk doorbreekt daklijst | Woonhuis                               | 17e eeuw                                                  |                                                                 | Nieuweweg 2                                                         | 52° 9' 28" NB, 5° 23' 14" OL  | 8043   | Meer afbeeldingen |
| Marienweerd | Woonhuis                               | 19e eeuw                                                  |                                                                 | Nieuweweg 4                                                         | 52° 9' 29" NB, 5° 23' 14" OL  | 8044   | Meer afbeeldingen |
| Huis met gepleisterde gevel met rechte kroonlijst | Woonhuis                               | 17e eeuw                                                  |                                                                 | Nieuweweg 5                                                         | 52° 9' 29" NB, 5° 23' 14" OL  | 8045   | Meer afbeeldingen |
| Huis met getrapgevelde achtergevel en uitgebouwde schoorsteen | Woonhuis                               | 16e eeuw                                                  |                                                                 | Nieuwstraat 2                                                       | 52° 9' 23" NB, 5° 23' 27" OL  | 8046   | Meer afbeeldingen |
| Voormalig pakhuis met in de topgevel hijsbalk en kruisvensters. Thans vergaderzaal | Woonhuis                               |                                                           |                                                                 | Nieuwstraat 10                                                      | 52° 9' 21" NB, 5° 23' 29" OL  | 8047   | Meer afbeeldingen |
| Woonhuis en opslagruimte. Gepleisterde gevel. Deur met houten omlijsting. Vormt een geheel met nr. 15 | Woonhuis                               | 18e eeuw                                                  |                                                                 | Nieuwstraat 13                                                      | 52° 9' 21" NB, 5° 23' 29" OL  | 8048   | Meer afbeeldingen |
| Werkplaats. Gevel gepleisterd. Vormt een geheel met nr. 13 | Industrie                              | 18e eeuw                                                  |                                                                 | Nieuwstraat 15 a-l                                                  | 52° 9' 21" NB, 5° 23' 29" OL  | 8049   | Meer afbeeldingen |
| Woonhuis en opslagruimte. Gevel uitgevoerd in baksteen. Deur met houten pilasters en rijk versierd bovenlicht | Woonhuis                               | 18e eeuw                                                  |                                                                 | Nieuwstraat 17                                                      | 52° 9' 21" NB, 5° 23' 30" OL  | 8050   | Meer afbeeldingen |
| Huis met bakstenen klokgevel. Ouder huis aanwezig | Woonhuis                               | 16e eeuw (ouder huis)                                     |                                                                 | Peperstraat 6                                                       | 52° 9' 21" NB, 5° 23' 23" OL  | 8051   | Upload foto |
| Annex de Koppelpoort de voormalige Volmolen. Rechthoekig gebouw met kruisvensters en halve luiken, aan de stadsgracht bij de sluizen gelegen | Industrie- en poldermolen              | 17e eeuw                                                  |                                                                 | Plantsoen-Noord 4 volmolen                                          | 52° 9' 33" NB, 5° 23' 8" OL   | 8052   | Meer afbeeldingen |
| Monnikendam: waterpoort door twee zware ronde torens geflankeerd | Fort, vesting en -onderdl              | ca. 1500                                                  |                                                                 | Plantsoen-Oost 2 Monnikendam                                        | 52° 9' 13" NB, 5° 23' 33" OL  | 8053   | Meer afbeeldingen |
| Woonhuis, hoek Langestraat. Gepleisterde gevel, hijskapel en luiken | Opslag                                 |                                                           |                                                                 | Scherbierstraat 1A                                                  | 52° 9' 17" NB, 5° 23' 19" OL  | 8054   | Woonhuis, hoek Langestraat. Gepleisterde gevel, hijskapel en luiken |
| Voormalig stationsgebouw van de Nederlandsche Centraal Spoorweg Maatschappij | Transport                              | ca. 1863                                                  | N. J. Kamperdijk                                                | Smallepad 13-15a-17                                                 | 52° 9' 21" NB, 5° 22' 49" OL  | 8055   | Meer afbeeldingen |
| Huis met eenvoudige gepleisterde brede halsgevel met enig smeedwerk | Woonhuis                               | 1777                                                      |                                                                 | Varkensmarkt 1 / Utrechtsestraat 2                                  | 52° 9' 15" NB, 5° 23' 13" OL  | 8056   | Meer afbeeldingen |
| Gepleisterd pakhuis met rechte kroonlijst | Opslag                                 | 17e eeuw                                                  |                                                                 | Valkestraat 4                                                       | 52° 9' 20" NB, 5° 23' 25" OL  | 8057   | Gepleisterd pakhuis met rechte kroonlijst |
| Huis met gepleisterde gevel en klossengoot | Woonhuis                               |                                                           |                                                                 | Valkestraat 25                                                      | 52° 9' 18" NB, 5° 23' 28" OL  | 8058   | Huis met gepleisterde gevel en klossengoot |
| Huis met gepleisterde gevel en klossengoot, onderbroken door hijskapel | Opslag                                 |                                                           |                                                                 | Valkestraat 27                                                      | 52° 9' 18" NB, 5° 23' 28" OL  | 8059   | Upload foto |
| Huis met gepleisterde gevel en klossengoot | Woonhuis                               |                                                           |                                                                 | Valkestraat 29                                                      | 52° 9' 18" NB, 5° 23' 29" OL  | 8060   | Huis met gepleisterde gevel en klossengoot |
| Pakhuis met topgevel en lessenaarsdak. Vormt een geheel met nr. 32 | Opslag                                 |                                                           |                                                                 | Valkestraat 32 onderdeel van bouwmassa                              | 52° 9' 19" NB, 5° 23' 29" OL  | 8061   | Pakhuis met topgevel en lessenaarsdak. Vormt een geheel met nr. 32 |
| Pakhuis met topgevel en ovale vensters. Hijsbalk | Woonhuis                               |                                                           |                                                                 | Valkestraat 31 en 31a                                               | 52° 9' 18" NB, 5° 23' 29" OL  | 8062   | Meer afbeeldingen |
| Pakhuis met topgevel, uitgevoerd in baksteen. Hijsbalk. Vormt een geheel met nr. 30 | Opslag                                 |                                                           |                                                                 | Valkestraat 32                                                      | 52° 9' 18" NB, 5° 23' 29" OL  | 8063   | Meer afbeeldingen |
| Hoek Muurhuizen. Lijstgevel, gepleisterd | Woonhuis                               | 18e eeuw                                                  |                                                                 | Valkestraat 37                                                      | 52° 9' 17" NB, 5° 23' 30" OL  | 8064   | Hoek Muurhuizen. Lijstgevel, gepleisterd |
| Stadhuis | Woonhuis                               | 1780-1782                                                 |                                                                 | Westsingel 43                                                       | 52° 9' 24" NB, 5° 23' 8" OL   | 8065   | Meer afbeeldingen |
| Sint Pieters- en Bloklands Gasthuis | Kapel                                  | 1536 (voormalige mannenzaal)                              |                                                                 | Westsingel 47                                                       | 52° 9' 28" NB, 5° 23' 9" OL   | 8066   | Meer afbeeldingen |
| Hoek Kleine Spui. Gepleisterd herenhuis. Hijsluik doorbreekt de kroonlijst. Het hoge dak door twee schoorstenen bekroond | Woonhuis                               | 18e eeuw                                                  |                                                                 | Westsingel 49 a en b                                                | 52° 9' 29" NB, 5° 23' 10" OL  | 8067   | Meer afbeeldingen |
| Pand met verdieping onder dwarsgeplaatst pannen zadeldak. 19e-eeuwse lijstgevel | Woonhuis                               | mogelijk 18e eeuw                                         |                                                                 | Westsingel 44                                                       | 52° 9' 24" NB, 5° 23' 8" OL   | 8068   | Meer afbeeldingen |
| Pand met gepleisterde gevel met naar voren springende middenpartij met rustica werk en rechte daklijst. Empire karakter, snijwerk aan de ingang. Het voormalig Observantenklooster. Thans brandweerkazerne                                                                            | Klooster, kloosteronderdl              | laatste helft 15e eeuw                                    |                                                                 | Westsingel 46                                                       | 52° 9' 25" NB, 5° 23' 8" OL   | 8069   | Meer afbeeldingen |
| Lange gepleisterde zijwand van het huis Kamp 2. De daklijst door hijsluik doorsneden. Bovenverdieping pakhuis | Woonhuis                               | 18e eeuw (winkelingang)                                   |                                                                 | Weverssingel 1 Kamp 2 apart benoemd                                 | 52° 9' 26" NB, 5° 23' 35" OL  | 8070   | Meer afbeeldingen |
| Pakhuis, groot hijsluik doorsnijdt de daklijst | Woonhuis                               |                                                           |                                                                 | Weverssingel 2 2abc (voorheen deel van 3)                           | 52° 9' 27" NB, 5° 23' 34" OL  | 8071   | Meer afbeeldingen |
| Woon- en pakhuis met gepleisterde topgevel; tegen de St. Joriskerk gebouwd | Woonhuis                               |                                                           |                                                                 | Windsteeg 1                                                         | 52° 9' 24" NB, 5° 23' 23" OL  | 8073   | Meer afbeeldingen |
| Huis met trapgevel met sierankers en wapensteen. Gerestaureerd | Woonhuis                               |                                                           |                                                                 | 't Zand 19                                                          | 52° 9' 30" NB, 5° 23' 18" OL  | 8074   | Huis met trapgevel met sierankers en wapensteen. Gerestaureerd |
| Huis met gepleisterde lijstgevel | Woonhuis                               | 18e eeuw                                                  |                                                                 | 't Zand 21                                                          | 52° 9' 30" NB, 5° 23' 17" OL  | 8075   | Huis met gepleisterde lijstgevel |
| Huis met gepleisterde lijstgevel | Woonhuis                               | 18e eeuw                                                  |                                                                 | 't Zand 23                                                          | 52° 9' 30" NB, 5° 23' 17" OL  | 8076   | Huis met gepleisterde lijstgevel |
| Huis met gepleisterde lijstgevel | Woonhuis                               | 18e eeuw                                                  |                                                                 | 't Zand 25                                                          | 52° 9' 30" NB, 5° 23' 17" OL  | 8077   | Huis met gepleisterde lijstgevel |
| Huis met gepleisterde lijstgevel | Woonhuis                               | 18e eeuw                                                  |                                                                 | 't Zand 27                                                          | 52° 9' 30" NB, 5° 23' 16" OL  | 8078   | Huis met gepleisterde lijstgevel |
| Sint-Franciscus-Xaveriuskerk | Kerk en kerkonderdeel                  | 1817                                                      | Teunis Wittenberg                                               | 't Zand 29                                                          | 52° 9' 30" NB, 5° 23' 16" OL  | 8079   | Meer afbeeldingen |
| Pastorie met rechte lijstgeve | Kerkelijke dienstwoning                | 18e eeuw                                                  |                                                                 | 't Zand 31                                                          | 52° 9' 31" NB, 5° 23' 15" OL  | 8080   | Meer afbeeldingen |
| Gepleisterd huis met rechte kroonlijst | Woonhuis                               |                                                           |                                                                 | 't Zand 33                                                          | 52° 9' 30" NB, 5° 23' 14" OL  | 8081   | Meer afbeeldingen |
| Voormalig St. Agathaklooster, behorend tot het vroegere Augustinessenklooster. Eenbeukig gebouw met steunberen. 19e-eeuwse roedenverdeling in de spitsboogvensters | Klooster, kloosteronderdl              | 1463 (gewijd)                                             |                                                                 | 't Zand 37                                                          | 52° 9' 30" NB, 5° 23' 13" OL  | 8082   | Meer afbeeldingen |
| Gepleisterde brede gevel, woonhuis van een 19e-eeuws karakter, ouder huis aanwezig. Rechte kroonlijst | Woonhuis                               |                                                           |                                                                 | 't Zand 39                                                          | 52° 9' 30" NB, 5° 23' 13" OL  | 8083   | Meer afbeeldingen |
| Hoek Grote Spui. Hoekhuis met rechte kroonlijst, 19e-eeuwse indruk makend, van oudere oorsprong | Woonhuis                               |                                                           |                                                                 | 't Zand 41                                                          | 52° 9' 29" NB, 5° 23' 12" OL  | 8084   | Meer afbeeldingen |
| Café "De Grote Slok" | Woonhuis                               | 16e eeuw                                                  |                                                                 | Zevenhuizen 1                                                       | 52° 9' 23" NB, 5° 23' 26" OL  | 8085   | Meer afbeeldingen |
| Pand met eenvoudige strakke lijstgevel. Consistoriekamer van de St. Joriskerk | Woonhuis                               | 19e eeuw                                                  |                                                                 | Zevenhuizen 3                                                       | 52° 9' 23" NB, 5° 23' 26" OL  | 8086   | Meer afbeeldingen |
| Winkel met overkraagde bovenverdieping | Woonhuis                               | 16e eeuw                                                  |                                                                 | Zevenhuizen 5                                                       | 52° 9' 23" NB, 5° 23' 25" OL  | 8087   | Meer afbeeldingen |
| Huis met eenvoudige bakstenen lijstgevel. 19e-eeuws karakter | Woonhuis                               |                                                           |                                                                 | Zevenhuizen 7 a en b                                                | 52° 9' 23" NB, 5° 23' 25" OL  | 8088   | Meer afbeeldingen |
| Laag breed woonhuis met topgevel aan smalle zijde | Woonhuis                               | 18e eeuw                                                  |                                                                 | Zuidsingel 15                                                       | 52° 9' 13" NB, 5° 23' 21" OL  | 8089   | Laag breed woonhuis met topgevel aan smalle zijde |
| Huis met bakstenen gevel en kruiskozijnen. Woonhuis en regentenkamer van het Burgerweeshuis | Woonhuis                               |                                                           |                                                                 | Zuidsingel 25 Regentenkamer (voorheen 23)                           | 52° 9' 13" NB, 5° 23' 25" OL  | 8090   | Huis met bakstenen gevel en kruiskozijnen. Woonhuis en regentenkamer van het Burgerweeshuis                                                                                                  |
| Toegangspoort van het Burgerweeshuis met toepasselijke schildering boven ingang. | Sociale zorg, liefdadigh.              | 1612                                                      |                                                                 | Zuidsingel 25 bij poort                                             | 52° 9' 13" NB, 5° 23' 25" OL  | 8091   | Meer afbeeldingen |
| Pand, deel uitmakend van rij aaneengeschakelde 19e-eeuwse huizen, in bocht van de singel gelegen onder een rechte daklijst. Harmonische raamverdeling met luiken | Woonhuis                               | 19e eeuw                                                  |                                                                 | Zuidsingel 33                                                       | 52° 9' 14" NB, 5° 23' 29" OL  | 8092   | Meer afbeeldingen |
| Pand, deel uitmakend van rij aaneengeschakelde 19e-eeuwse huizen, in bocht van de singel gelegen onder een rechte daklijst. Harmonische raamverdeling met luiken | Woonhuis                               | 19e eeuw                                                  |                                                                 | Zuidsingel 34A                                                      | 52° 9' 14" NB, 5° 23' 29" OL  | 8093   | Meer afbeeldingen |
| Pand, deel uitmakend van rij aaneengeschakelde 19e-eeuwse huizen, in bocht van de singel gelegen onder een rechte daklijst. harmonische raamverdeling met luiken | Woonhuis                               | 19e eeuw                                                  |                                                                 | Zuidsingel 35 c                                                     | 52° 9' 14" NB, 5° 23' 30" OL  | 8094   | Meer afbeeldingen |
| Pand, deel uitmakend van rij aaneengeschakelde 19e-eeuwse huizen, in bocht van de singel gelegen onder een rechte daklijst. Harmonische raamverdeling met luiken | Woonhuis                               | 19e eeuw                                                  |                                                                 | Zuidsingel 36                                                       | 52° 9' 15" NB, 5° 23' 31" OL  | 8095   | Meer afbeeldingen |
| Huis Cohen | Woonhuis                               | 1780 (gevel)                                              |                                                                 | Zuidsingel 38                                                       | 52° 9' 15" NB, 5° 23' 31" OL  | 8096   | Meer afbeeldingen |
| Pand met hoge neogotische gevel gedekt door uitgekraagde kroonlijst. De gevel met banden, spitsboogornamenten versierd. Rechthoekige neogotische banden boven de ramen. Oude roedenverdeling                                                                                          | Woonhuis                               | ca. 1860                                                  |                                                                 | Zuidsingel 39                                                       | 52° 9' 16" NB, 5° 23' 32" OL  | 8097   | Pand met hoge neogotische gevel gedekt door uitgekraagde kroonlijst. De gevel met banden, spitsboogornamenten versierd. Rechthoekige neogotische banden boven de ramen. Oude roedenverdeling |
| Voormalige Stadsdoelen. Statig breed gebouw, lijstgevel. Dubbele topgevel terzijde met zakgoot en uitgebouwde vleugel | Woonhuis                               | 18e eeuw                                                  |                                                                 | Zuidsingel 45                                                       | 52° 9' 19" NB, 5° 23' 35" OL  | 8098   | Meer afbeeldingen |
| Muren langs de St. Annastraat tussen Kamp en Coninckstraat, voortgezet zuidwaarts langs de Beek, 15e eeuw. Aan de noord- en oostzijde werden de wallen in plantsoen herschapen en door de Beek als stadsgracht omgeven. Aan de zuid- en westzijde nog slechts een groene zoom bewaard | Fort, vesting en -onderdl              | 19e eeuw                                                  |                                                                 | Stadswallen                                                         | 52° 9' 34" NB, 5° 23' 45" OL  | 8100   | Meer afbeeldingen |
| Huis met eenvoudige topgevel | Woonhuis                               | eerste helft 18e eeuw                                     |                                                                 | Appelmarkt 16                                                       | 52° 9' 26" NB, 5° 23' 25" OL  | 11002  | Meer afbeeldingen |
| Armen de Poth: groep van vijf woningen | Sociale zorg, liefdadigh.              | ca. 1812                                                  |                                                                 | Coninckstraat 39                                                    | 52° 9' 30" NB, 5° 23' 36" OL  | 324408 | Meer afbeeldingen |
| Armen de Poth: toegangspoort | Sociale zorg, liefdadigh.              | 1669                                                      |                                                                 | Coninckstraat 41 toegangspoort                                      | 52° 9' 31" NB, 5° 23' 36" OL  | 324409 | Meer afbeeldingen |
| Armen de Poth: Groep van vijf woningen | Sociale zorg, liefdadigh.              | ca. 1879                                                  |                                                                 | Coninckstraat 51                                                    | 52° 9' 31" NB, 5° 23' 36" OL  | 324410 | Meer afbeeldingen |
| Armen de Poth: Groep van zeven woningen | Sociale zorg, liefdadigh.              | ca. 1882                                                  |                                                                 | Coninckstraat 65                                                    | 52° 9' 32" NB, 5° 23' 36" OL  | 324411 | Meer afbeeldingen |
| Armen de Poth: Toegangspoort | Sociale zorg, liefdadigh.              | 1658                                                      |                                                                 | Coninckstraat 67 poort                                              | 52° 9' 33" NB, 5° 23' 36" OL  | 324412 | Armen de Poth: Toegangspoort |
| Armen de Poth: groep van twee woningen | Sociale zorg, liefdadigh.              | ca. 1785                                                  |                                                                 | Coninckstraat 71                                                    | 52° 9' 33" NB, 5° 23' 36" OL  | 324413 | Meer afbeeldingen |
| Armen de Poth: groep van twee woningen | Sociale zorg, liefdadigh.              | ca. 1657                                                  |                                                                 | Coninckstraat 67/02                                                 | 52° 9' 32" NB, 5° 23' 38" OL  | 324414 | Meer afbeeldingen |
| Armen de Poth: zogenaamde celzusterenkwamer | Sociale zorg, liefdadigh.              | 1547                                                      |                                                                 | Coninckstraat 67/05 celzusterenkamer                                | 52° 9' 32" NB, 5° 23' 37" OL  | 324415 | Meer afbeeldingen |
| Armen de Poth: Kapel van het Gasthuis (Sint Rochuskapel) | Kapel                                  | 1507                                                      |                                                                 | Coninckstraat 67/06 st. Rochuskapel                                 | 52° 9' 31" NB, 5° 23' 39" OL  | 324416 | Meer afbeeldingen |
| Armen de Poth: regentenkamer en uitdeelkamer | Sociale zorg, liefdadigh.              | 1628                                                      |                                                                 | Coninckstraat 41/1-41/2                                             | 52° 9' 31" NB, 5° 23' 37" OL  | 324417 | Meer afbeeldingen |
| Armen de Poth: pomp op de binnenplaats | Straatmeubilair                        |                                                           |                                                                 | Coninckstraat 41/2 bij pomp                                         | 52° 9' 31" NB, 5° 23' 37" OL  | 324418 | Meer afbeeldingen |
| De aanwezige fundamenten van de O.L.Vrouwekapel | Kerk en kerkonderdeel                  |                                                           |                                                                 | Krankeledenstraat tegenover 26                                      | 52° 9' 19" NB, 5° 23' 16" OL  | 325303 | De aanwezige fundamenten van de O.L.Vrouwekapel |
| Armen de Poth: pomp op de binnenplaats | Straatmeubilair                        |                                                           |                                                                 | Coninckstraat 41/2 bij pomp                                         | 52° 9' 31" NB, 5° 23' 37" OL  | 326339 | Meer afbeeldingen |
| Huis met gepleisterde lijstgevel | Woonhuis                               | 19e eeuw                                                  |                                                                 | Kamp 73                                                             | 52° 9' 30" NB, 5° 23' 48" OL  | 367827 | Meer afbeeldingen |
| Terrein waarin een grafheuvel | Archeologisch monument                 | Neolithicum en/of Bronstijd en IJzertijd                  |                                                                 |                                                                     | 52° 8' 39" NB, 5° 22' 5" OL   | 45448  | Upload foto |
| Terrein waarin een galgenberg (zeer waarschijnlijk oorspronkelijk grafheuvel) | Archeologisch monument                 | middeleeuws (mogelijk prehistorisch als grafheuvel)       |                                                                 |                                                                     | 52° 8' 35" NB, 5° 21' 56" OL  | 45449  | Meer afbeeldingen |
| Terrein waarin overblijfselen van het versterkte huis Isselt | Archeologisch monument                 | begin 14e eeuw                                            |                                                                 |                                                                     | 52° 9' 59" NB, 5° 21' 22" OL  | 45450  | Meer afbeeldingen |
| Terrein waarin overblijfselen van het versterkte huis Hoogerhorst | Archeologisch monument                 | 12e eeuw                                                  |                                                                 |                                                                     | 52° 10' 58" NB, 5° 19' 42" OL | 45451  | Upload foto |
| Terrein waarin overblijfselen van het versterkte huis Coelhorst | Archeologisch monument                 | 11e eeuw                                                  |                                                                 |                                                                     | 52° 10' 53" NB, 5° 20' 55" OL | 45453  | Upload foto |
| Terrein waarin overblijfselen van het versterkte huis Emiclaer | Archeologisch monument                 | 13e eeuw                                                  |                                                                 |                                                                     | 52° 11' 7" NB, 5° 23' 47" OL  | 45454  | Terrein waarin overblijfselen van het versterkte huis Emiclaer |
| Huis met eenvoudige gepleisterde lijstgevel met gebeeldhouwde satirekop | Woonhuis                               |                                                           |                                                                 | Hof 31                                                              | 52° 9' 21" NB, 5° 23' 24" OL  | 4864   | Meer afbeeldingen |
| Westerkerk, vanwege het orgel met twee klavieren en vrij pedaal | Vanwege onderdelen kerk                | 1884                                                      |                                                                 | Lingestraat 10                                                      | 52° 9' 38" NB, 5° 22' 14" OL  | 498258 | Meer afbeeldingen |
| Opvoedingsgesticht | Gerechtsgebouw                         | 1908                                                      |                                                                 | Koningin Beatrixplantsoen 16-36                                     | 52° 8' 35" NB, 5° 21' 40" OL  | 517638 | Opvoedingsgesticht |
| Directeurswoning | Dienstwoning                           | 1908                                                      |                                                                 | Koningin Beatrixplantsoen 38                                        | 52° 8' 34" NB, 5° 21' 39" OL  | 517639 | Directeurswoning |
| Adjunct-directeurwoning | Dienstwoning                           | 1908                                                      |                                                                 | Koningin Beatrixplantsoen 14                                        | 52° 8' 34" NB, 5° 21' 41" OL  | 517640 | Adjunct-directeurwoning |
| Dubbele dienstwoningen | Dienstwoning                           | 1908                                                      |                                                                 | Koningin Beatrixplantsoen 50                                        | 52° 8' 32" NB, 5° 21' 44" OL  | 517641 | Meer afbeeldingen |
| Tuinmanswoning van Nimmerdor | Bijgebouwen kastelen enz.              | ca. 1850                                                  |                                                                 | Arnhemseweg 213I dienstwoning                                       | 52° 8' 15" NB, 5° 23' 46" OL  | 517643 | Meer afbeeldingen |
| Nimmerdor: parkaanleg | Tuin, park en plantsoen                | 1655                                                      |                                                                 | Arnhemseweg 213 bij park                                            | 52° 8' 15" NB, 5° 23' 34" OL  | 517644 | Nimmerdor: parkaanleg |
| Nimmerdor: koetshuis | Bijgebouwen kastelen enz.              | 1840-1870                                                 |                                                                 | Arnhemseweg 213II koetshuis                                         | 52° 8' 15" NB, 5° 23' 45" OL  | 517645 | Meer afbeeldingen |
| Nimmerdor: Villa Waterdal | Bijgebouwen kastelen enz.              | 1800-1850                                                 |                                                                 | Arnhemseweg 213IV villa Waterdal                                    | 52° 8' 15" NB, 5° 23' 34" OL  | 517646 | Upload foto |
| Nimmerdor: oranjerie | Tuin, park en plantsoen                | 1800-1850                                                 |                                                                 | Arnhemseweg 213V oranjerie                                          | 52° 8' 15" NB, 5° 23' 34" OL  | 517647 | Upload foto |
| Nimmerdor: duiventil | Tuin, park en plantsoen                | 1800-1900                                                 |                                                                 | Arnhemseweg 213 bij duiventil                                       | 52° 8' 15" NB, 5° 23' 34" OL  | 517648 | Meer afbeeldingen |
| Nimmerdor: weegbrug | Bijgebouwen kastelen enz.              | 1880-1920                                                 |                                                                 | Arnhemseweg 213 II bij weegbrug                                     | 52° 8' 15" NB, 5° 23' 45" OL  | 517649 | Upload foto |
| St. Alphonsus | Klooster, kloosteronderdl              | 1909-1910                                                 |                                                                 | Barchman Wuytierslaan 53                                            | 52° 9' 6" NB, 5° 21' 4" OL    | 517651 | Meer afbeeldingen |
| Congregatie Zusters van St. Joseph | Klooster, kloosteronderdl              | 1909-1910                                                 |                                                                 | Barchman Wuytierslaan 55                                            | 52° 9' 6" NB, 5° 21' 0" OL    | 517652 | Meer afbeeldingen |
| Belgenmonument: gedenkteken | Gedenkteken                            | 1917-1918                                                 |                                                                 | Belgenlaan 9 hoofdgebouw                                            | 52° 8' 35" NB, 5° 21' 25" OL  | 517654 | Meer afbeeldingen |
| Belgenmonument: herdenkingsmuur | Gedenkteken                            | 1917 (baksteen)                                           |                                                                 | Belgenlaan 9 bij herdenkingsmuur                                    | 52° 8' 35" NB, 5° 21' 25" OL  | 517655 | Belgenmonument: herdenkingsmuur |
| Belgenmonument: tuin | Tuin, park en plantsoen                | 1916-1919                                                 |                                                                 | Belgenlaan 9 bij tuin                                               | 52° 8' 35" NB, 5° 21' 25" OL  | 517656 | Meer afbeeldingen |
| Frisiawoningen, complex middenstandswoningen: woonblok A | Woonhuis                               | 1920                                                      | A.H. van Wamelen                                                | Piersonlaan 17                                                      | 52° 9' 3" NB, 5° 21' 34" OL   | 517658 | Meer afbeeldingen |
| Frisiawoningen, complex middenstandswoningen: woonblok B | Woonhuis                               | 1920                                                      | A.H. van Wamelen                                                | Piersonlaan 20                                                      | 52° 9' 4" NB, 5° 21' 35" OL   | 517659 | Upload foto |
| Frisiawoningen, complex middenstandswoningen: woonblok C | Woonhuis                               | 1920                                                      | A.H. van Wamelen                                                | Schaepmanlaan 19                                                    | 52° 9' 1" NB, 5° 21' 31" OL   | 517660 | Meer afbeeldingen |
| Frisiawoningen, complex middenstandswoningen: woonblok D | Woonhuis                               | 1920                                                      | A.H. van Wamelen                                                | Schaepmanlaan 16                                                    | 52° 9' 2" NB, 5° 21' 32" OL   | 517661 | Meer afbeeldingen |
| Frisiawoningen, complex middenstandswoningen: woonblok E | Woonhuis                               | 1922                                                      | A.H. van Wamelen                                                | Borgesiuslaan 31                                                    | 52° 9' 5" NB, 5° 21' 33" OL   | 517662 | Meer afbeeldingen |
| Frisiawoningen, complex middenstandswoningen: woonblok F | Woonhuis                               | 1922                                                      | A.H. van Wamelen                                                | Borgesiuslaan 41                                                    | 52° 9' 4" NB, 5° 21' 31" OL   | 517663 | Upload foto |
| Militair Hospitaal | Militair verblijfsgebouw               | 1877                                                      |                                                                 | Hogeweg 70                                                          | 52° 9' 29" NB, 5° 24' 3" OL   | 517665 | Militair Hospitaal |
| Militair Hospitaal | Militair verblijfsgebouw               | 1877                                                      |                                                                 | Hogeweg bij 70 / Zeevaarderspad 7 barak                             | 52° 9' 31" NB, 5° 24' 6" OL   | 517666 | Upload foto |
| Willemkazerne | Militair verblijfsgebouw               | 1889                                                      |                                                                 | Graaf Willemlaan 184                                                | 52° 8' 44" NB, 5° 22' 51" OL  | 517668 | Meer afbeeldingen |
| Twee wachthuisjes met toegangshek | Erfscheiding                           | 1889-1892                                                 |                                                                 | Leusderweg tegenover 50 poort/hek/terrein                           | 52° 8' 48" NB, 5° 22' 57" OL  | 517669 | Meer afbeeldingen |
| Lodewijkkazerne | Militair verblijfsgebouw               | 1890                                                      |                                                                 | Graaf Lodewijklaan 57                                               | 52° 8' 48" NB, 5° 22' 44" OL  | 517670 | Meer afbeeldingen |
| Adolfkazerne | Militair verblijfsgebouw               | 1891                                                      |                                                                 | Graaf Adolflaan 82                                                  | 52° 8' 54" NB, 5° 22' 56" OL  | 517671 | Meer afbeeldingen |
| Hendrikkazerne | Militair verblijfsgebouw               | 1892                                                      |                                                                 | Graaf Hendriklaan 57                                                | 52° 8' 53" NB, 5° 22' 48" OL  | 517672 | Meer afbeeldingen |
| Schothorst: landhuis | Kasteel, buitenplaats                  | 1850-1870                                                 |                                                                 | Schothorsterlaan 11 villa                                           | 52° 10' 40" NB, 5° 23' 5" OL  | 517674 | Meer afbeeldingen |
| Schothorst: historische aanleg | Tuin, park en plantsoen                | 1876                                                      |                                                                 | Schothorsterlaan 11 bij park                                        | 52° 10' 40" NB, 5° 23' 4" OL  | 517675 | Meer afbeeldingen |
| Schothorst: koetshuis | Bijgebouwen kastelen enz.              | 1871                                                      |                                                                 | Schothorsterlaan 17 koetshuis                                       | 52° 10' 41" NB, 5° 23' 6" OL  | 517676 | Meer afbeeldingen |
| Schothorst: orangerie | Tuin, park en plantsoen                | 1860-1880                                                 |                                                                 | Schothorsterlaan 29 oranjerie                                       | 52° 10' 44" NB, 5° 23' 2" OL  | 517677 | Meer afbeeldingen |
| Israëlitische begraafplaats: poortgebouw | Begraafplaats en -onderdl              | 1873                                                      | W.H. Kam                                                        | Soesterweg 128 aula                                                 | 52° 9' 25" NB, 5° 22' 13" OL  | 517679 | Meer afbeeldingen |
| Israëlitische begraafplaats: beheerderswoning | Dienstwoning                           | 1873                                                      |                                                                 | Soesterweg 126 dienstwoning                                         | 52° 9' 25" NB, 5° 22' 13" OL  | 517680 | Meer afbeeldingen |
| Israëlitische begraafplaats: houten zerken | Begraafplaats en -onderdl              | 1875-1910                                                 |                                                                 | Soesterweg 126 bij houten zerken                                    | 52° 9' 25" NB, 5° 22' 13" OL  | 517681 | Meer afbeeldingen |
| Poortgebouw Alg. Begraafplaats | Begraafplaats en -onderdl              | 1895                                                      | W.H. Kam                                                        | Soesterweg 187/1 aula / dienstwoning                                | 52° 9' 27" NB, 5° 22' 9" OL   | 517683 | Meer afbeeldingen |
| Aanleg Alg. Begraafplaats | Begraafplaats en -onderdl              | 1895                                                      | H.F. Hartogh Heys van Zouteveen                                 | Soesterweg 187 bij begraafplaats                                    | 52° 9' 27" NB, 5° 22' 9" OL   | 517684 | Meer afbeeldingen |
| Villa Amersberg: woonhuis | Woonhuis                               | 1918                                                      |                                                                 | Utrechtseweg 223                                                    | 52° 8' 38" NB, 5° 21' 53" OL  | 517686 | Meer afbeeldingen |
| Villa Amersberg: tuin | Tuin, park en plantsoen                | 1924 (gewijzigd)                                          | L.A. Springer (aanleg) D.F. Tersteeg (wijziging)                | Utrechtseweg 223 bij tuin / complex rondom                          | 52° 8' 38" NB, 5° 21' 53" OL  | 517687 | Upload foto |
| Onze Lieve Vrouwe ter Eem: klooster | Klooster, kloosteronderdl              | 1931-1933                                                 | B.J. Koldewey                                                   | Daam Fockemalaan 22 hoofdgebouw                                     | 52° 8' 44" NB, 5° 21' 11" OL  | 517689 | Meer afbeeldingen |
| Onze Lieve Vrouwe ter Eem: tuinaanleg met hekwerk | Tuin, park en plantsoen                | 1931-1933                                                 |                                                                 | Daam Fockemalaan 22 bij tuin                                        | 52° 8' 40" NB, 5° 21' 3" OL   | 517690 | Meer afbeeldingen |
| Onze Lieve Vrouwe ter Eem: rectorswoning | Dienstwoning                           |                                                           |                                                                 | Daam Fockemalaan 20 dienstwoning                                    | 52° 8' 42" NB, 5° 21' 20" OL  | 517691 | Meer afbeeldingen |
| Hofje de Poth | Woonhuis                               | 1894                                                      |                                                                 | Pothstraat 14                                                       | 52° 9' 30" NB, 5° 23' 37" OL  | 517693 | Hofje de Poth |
| Armen de Poth: twee hofjeswoningen | Woonhuis                               | 1895-1905                                                 |                                                                 | Coninckstraat 67/04                                                 | 52° 9' 32" NB, 5° 23' 37" OL  | 517694 | Meer afbeeldingen |
| Armen de Poth: twaalf hofjeswoningen | Woonhuis                               | 1894                                                      |                                                                 | Coninckstraat 67/18                                                 | 52° 9' 32" NB, 5° 23' 39" OL  | 517695 | Meer afbeeldingen |
| Armen de Poth: acht hofjeswoningen | Woonhuis                               | 1901                                                      |                                                                 | Coninckstraat 67/26                                                 | 52° 9' 33" NB, 5° 23' 38" OL  | 517696 | Meer afbeeldingen |
| Meerwegen: villa | Woonhuis                               | ca. 1900                                                  |                                                                 | Utrechtseweg 125                                                    | 52° 8' 57" NB, 5° 22' 28" OL  | 517698 | Meerwegen: villa |
| Meerwegen: koetshuis | Bijgebouwen kastelen enz.              | 1890-1900                                                 |                                                                 | Utrechtseweg 125 bij schuur                                         | 52° 8' 58" NB, 5° 22' 29" OL  | 517699 | Upload foto |
| Vinkenhoef: woonhuis | Dienstwoning                           | 1903                                                      | H.H. Kramer                                                     | Amersfoortsestraat 28-28a villa                                     | 52° 10' 16" NB, 5° 26' 1" OL  | 517701 | Meer afbeeldingen |
| Vinkenhoef: zuivelhuis | Boerderij                              | 1905                                                      | H.H. Kramer                                                     | Amersfoortsestraat 26 zuivelhuis                                    | 52° 10' 16" NB, 5° 26' 2" OL  | 517702 | Upload foto |
| Vinkenhoef: veelstal | Boerderij                              | 1905                                                      | H.H. Kramer                                                     | Amersfoortsestraat 24 nabij hooiberg                                | 52° 10' 17" NB, 5° 26' 3" OL  | 517703 | Upload foto |
| Vinkenhoef: toegangshek | Erfscheiding                           | 1850-1900                                                 |                                                                 | Amersfoortsestraat 28 bij hekpeilers                                | 52° 10' 15" NB, 5° 26' 5" OL  | 517704 | Meer afbeeldingen |
| De Wachter: villa | Woonhuis                               | 1927-1929                                                 | H.Th. Wijdeveld                                                 | Dr. J.P. Heijelaan 4                                                | 52° 8' 30" NB, 5° 21' 50" OL  | 517706 | Meer afbeeldingen |
| De Wachter: tennishuisje | Sport en recreatie                     | 1929                                                      | H.Th. Wijdeveld                                                 | Dr. J.P Heijelaan 2 bij tennishuisje                                | 52° 8' 31" NB, 5° 21' 51" OL  | 517707 | Upload foto |
| Dubbele cottage en de daarbij behorende paardenstalling | Woonhuis                               | 1919                                                      | H.C. Elzinga                                                    | Daam Fockemalaan 81                                                 | 52° 8' 55" NB, 5° 21' 25" OL  | 517709 | Upload foto |
| Paardenstalling | Dierenverblijf                         | 1919                                                      | H.C. Elzinga                                                    | Daam Fockemalaan 79 bij paardenstal                                 | 52° 8' 55" NB, 5° 21' 25" OL  | 517710 | Upload foto |
| Stedelijk Gymnasium Johan van Oldenbarnevelt | Onderwijs en wetenschap                | 1932                                                      | ir. C.B. Van der Tak                                            | Barchman Wuytierslaan 74/Gr. van Prinstererlaan 33 voorm. gymnasium | 52° 9' 6" NB, 5° 21' 55" OL   | 517712 | Meer afbeeldingen |
| Transformaterhuisje | Nutsbedrijf                            | 1931                                                      |                                                                 | Barchman Wuytierslaan 72-72c fietsenstalling                        | 52° 9' 6" NB, 5° 21' 55" OL   | 517713 | Transformaterhuisje |
| De Oogst | Woonhuis                               | 1925                                                      | H.F. Symons                                                     | Barchman Wuytierslaan 46                                            | 52° 9' 9" NB, 5° 22' 7" OL    | 517714 | De Oogst |
| Zes op een rij aaneengesloten middenstandswoningen | Woonhuis                               | 1900                                                      | W. Salomons                                                     | Berkenweg 16                                                        | 52° 9' 3" NB, 5° 22' 44" OL   | 517715 | Meer afbeeldingen |
| Rembrandtschool | Onderwijs en wetenschap                | 1931                                                      | Ir. C.B. van der Tak                                            | Bisschopsweg 167                                                    | 52° 9' 2" NB, 5° 23' 32" OL   | 517716 | Meer afbeeldingen |
| Herenhuis | Woonhuis                               | 1909                                                      | Gebroeders Ruitenberg                                           | Pieter Bothlaan 1                                                   | 52° 8' 58" NB, 5° 22' 38" OL  | 517717 | Herenhuis |
| Conincksbrug | Brug                                   | 1915-1917                                                 | C.G. Beltman                                                    | Coninckstraat ongenummerd brug                                      | 52° 9' 37" NB, 5° 23' 35" OL  | 517718 | Meer afbeeldingen |
| Herdenkingsbank Christine de Bosch Kemper | Gedenkteken                            | 1925                                                      |                                                                 | Utrechtseweg 129 nabij zitbank                                      | 52° 8' 55" NB, 5° 22' 25" OL  | 517719 | Meer afbeeldingen |
| Waaggebouw | Handel en kantoor                      | waarschijnlijk 1867                                       |                                                                 | Groenmarkt 8 / Appelmarkt 14                                        | 52° 9' 26" NB, 5° 23' 26" OL  | 517720 | Meer afbeeldingen |
| Pakhuis | Opslag                                 | 1904                                                      | H. Kroes                                                        | Grote Koppel 7-07ab                                                 | 52° 9' 36" NB, 5° 23' 4" OL   | 517721 | Meer afbeeldingen |
| Openluchtschool: Vincent van Goghschool | Onderwijs en wetenschap                | 1932                                                      | C.B. v.d. Tak                                                   | Hobbemastraat 40                                                    | 52° 8' 47" NB, 5° 23' 27" OL  | 517722 | Meer afbeeldingen |
| Villa Arioso | Woonhuis                               | 1937                                                      | H.F. Symons                                                     | Dr. J.P. Heijelaan 6                                                | 52° 8' 27" NB, 5° 21' 45" OL  | 517723 | Villa Arioso |
| Transformatorhuisje | Nutsbedrijf                            | 1938                                                      | Provinciale Utrechtse Elektriciteits Maatschappij               | Hogeweg 205 bij trafo                                               | 52° 9' 35" NB, 5° 24' 53" OL  | 517724 | Transformatorhuisje |
| Herenboerderij Maxhoeve | Boerderij                              | 1898                                                      | H. Kroes                                                        | Hogeweg 219                                                         | 52° 9' 41" NB, 5° 25' 15" OL  | 517725 | Meer afbeeldingen |
| Woon/Winkelpand | Winkel                                 | 1870-1890                                                 |                                                                 | Kamp 6                                                              | 52° 9' 26" NB, 5° 23' 36" OL  | 517726 | Meer afbeeldingen |
| Herenhuis | Woonhuis                               | 1878                                                      | W.H. Kam                                                        | Langegracht 40                                                      | 52° 9' 28" NB, 5° 23' 13" OL  | 517727 | Meer afbeeldingen |
| Winkelpand | Winkel                                 | 1895                                                      | W.H. Kam (verbouwing)                                           | Langestraat 34                                                      | 52° 9' 18" NB, 5° 23' 20" OL  | 517728 | Meer afbeeldingen |
| Winkelpand op een rechthoekige plattegrond, onderkelderd en twee bouwlagen met een afgeplat zadeldak bedekt met grijze kruispannen | Winkel                                 | 1899                                                      | H. Kroes                                                        | Langestraat 36                                                      | 52° 9' 18" NB, 5° 23' 20" OL  | 517729 | Winkelpand op een rechthoekige plattegrond, onderkelderd en twee bouwlagen met een afgeplat zadeldak bedekt met grijze kruispannen                                                           |
| Winkelpand op L-vormige plattegrond | Winkel                                 | 1894                                                      | H. Kroes                                                        | Langestraat 63                                                      | 52° 9' 20" NB, 5° 23' 23" OL  | 517730 | Winkelpand op L-vormige plattegrond |
| Langgerekt woonblok met zes woningen en twee woon/winkelpanden | Woonhuis                               | 1919                                                      | W.K. de Wijs, M.J. Klijnstra, H.A. Pothoven en G. van Hoogevest | Paulus Potterstraat 4                                               | 52° 8' 57" NB, 5° 23' 20" OL  | 517731 | Langgerekt woonblok met zes woningen en twee woon/winkelpanden |
| Dubbel herenhuis | Woonhuis                               | 1900-1910                                                 | Vermoedelijk H. Kroes                                           | Stadsring 250                                                       | 52° 9' 10" NB, 5° 23' 24" OL  | 517732 | Meer afbeeldingen |
| Villa Rusthof | Woonhuis                               | 1850-1890                                                 | Mogelijk J.D. Zocher jr.                                        | Stadsring 262                                                       | 52° 9' 17" NB, 5° 23' 41" OL  | 517733 | Meer afbeeldingen |
| Voetgangersbrug | Brug                                   | 1902                                                      | W.H. Kam                                                        | Herenstraat bij 3                                                   | 52° 9' 16" NB, 5° 23' 39" OL  | 517734 | Meer afbeeldingen |
| Warenhuis van Vroom en Dreesmann | Winkel                                 | 1934                                                      | Jan Kuyt Wzn.                                                   | Utrechtsestraat 27                                                  | 52° 9' 16" NB, 5° 23' 8" OL   | 517735 | Warenhuis van Vroom en Dreesmann |
| Villa Klein Groenensteyn in Um 1800-stijl | Woonhuis                               | 1912                                                      | M.J. Klijnstra                                                  | Utrechtseweg 80                                                     | 52° 8' 58" NB, 5° 22' 40" OL  | 517736 | Villa Klein Groenensteyn in Um 1800-stijl |
| Villa Genista | Woonhuis                               | 1899                                                      | C. Ruitenberg                                                   | Utrechtseweg 106                                                    | 52° 8' 54" NB, 5° 22' 25" OL  | 517737 | Villa Genista |
| Watertoren | Nutsbedrijf                            | 1912                                                      | C.G. Beltman                                                    | Utrechtseweg 174                                                    | 52° 8' 37" NB, 5° 22' 0" OL   | 517738 | Meer afbeeldingen |
| Oorspronkelijk woonhuis later Bankgebouw | Handel en kantoor                      | Oorspronkelijk 1900, verbouwd 1917                        | Verbouwd door G. van Hoogevest                                  | Westsingel 9                                                        | 52° 9' 17" NB, 5° 23' 13" OL  | 517739 | Oorspronkelijk woonhuis later Bankgebouw |
| Gymnasium | Onderwijs en wetenschap                | 1880                                                      | W.H. Kam                                                        | Westsingel 45                                                       | 52° 9' 25" NB, 5° 23' 8" OL   | 517740 | Meer afbeeldingen |
| Heilige Georgiuskerk | Kerk en kerkonderdeel                  | 1927                                                      | W. van Gent                                                     | 't Zand 13                                                          | 52° 9' 30" NB, 5° 23' 19" OL  | 517741 | Meer afbeeldingen |
| Pastorie van de Heilige Gregoriuskerk | Kerkelijke dienstwoning                | 1899                                                      | H. Kroes                                                        | 't Zand 15                                                          | 52° 9' 30" NB, 5° 23' 19" OL  | 517742 | Pastorie van de Heilige Gregoriuskerk |
| Augustijnenklooster | Klooster, kloosteronderdl              | 1900                                                      | H. Kroes                                                        | Zuidsingel 40/41                                                    | 52° 9' 16" NB, 5° 23' 32" OL  | 517743 | Augustijnenklooster |
| Zaalkerk | Kapel                                  | 1889-1890 en uitbreiding 1934-1935                        | C.L.M. Robbers en uitbreiding door B.J. Koldewey                | Zuidsingel 40 bij kapel                                             | 52° 9' 15" NB, 5° 23' 34" OL  | 517744 | Upload foto |
| Dubbele Stoneysluis of Schuifstuw | Waterkering en -doorlaat               | 1909                                                      | W.Chr. Jansen                                                   | Plantsoen-Noord 2 bij stoneyschuif                                  | 52° 9' 33" NB, 5° 23' 8" OL   | 517745 | Meer afbeeldingen |
| Sint Pieters- en Bloklands Gasthuis | Sociale zorg, liefdadigh.              | 1907-1908                                                 | H. Kroes                                                        | Achter Davidshof 1                                                  | 52° 9' 28" NB, 5° 23' 5" OL   | 517746 | Sint Pieters- en Bloklands Gasthuis |
| Pompstation Hogeweg | Nutsbedrijf                            | 1935                                                      | C.B. van der Tak                                                | Hogeweg 205 pompgemaal                                              | 52° 9' 34" NB, 5° 24' 52" OL  | 517747 | Meer afbeeldingen |
| Huis van Beek | Woonhuis                               | 1937                                                      | J.H. Blom                                                       | Utrechtseweg 375                                                    | 52° 8' 4" NB, 5° 19' 55" OL   | 517748 | Meer afbeeldingen |
| Museum Flehite | Welzijn, kunst en cultuur              | ca. 1540                                                  |                                                                 | Westsingel 50 Flehite zie Breestraat 80                             | 52° 9' 28" NB, 5° 23' 12" OL  | 517749 | Meer afbeeldingen |
| Boerderij | Boerderij                              | 1870                                                      |                                                                 | Stoutenburgerlaan 9                                                 | 52° 9' 28" NB, 5° 27' 34" OL  | 517750 | Upload foto |
| Wagenwerkplaats, verenfabriek | Industrie                              | 1908                                                      |                                                                 | Soesterweg 244                                                      | 52° 9' 20" NB, 5° 21' 54" OL  | 528303 | Meer afbeeldingen |
| Wagenwerkplaats, ketelhuis | Industrie                              | 1904                                                      |                                                                 | Soesterweg bij 244                                                  | 52° 9' 20" NB, 5° 21' 54" OL  | 528304 | Meer afbeeldingen |
| Wagenwerkplaats, hoofdgebouw | Industrie                              | 1904                                                      |                                                                 | Soesterweg bij 244                                                  | 52° 9' 22" NB, 5° 21' 52" OL  | 528306 | Meer afbeeldingen |
| Wagenwerkplaats, wagenloods (Rijtuigenloods) | Industrie                              | 1908                                                      |                                                                 | Soesterweg bij 244                                                  | 52° 9' 19" NB, 5° 22' 2" OL   | 528307 | Meer afbeeldingen |
| Wagenwerkplaats, rolbanen | Industrie                              | 1928                                                      |                                                                 | Soesterweg bij 244                                                  | 52° 9' 21" NB, 5° 21' 56" OL  | 528308 | Meer afbeeldingen |
| Werk aan de Glashut | Fort, vesting en -onderdl              | 1785                                                      |                                                                 | De Schans                                                           | 52° 10' 2" NB, 5° 22' 25" OL  | 528530 | Meer afbeeldingen |
| Kazemat E01 | Kazemat                                | 1939-1940                                                 |                                                                 | De Schans                                                           | 52° 10' 3" NB, 5° 22' 19" OL  | 528545 | Kazemat E01 |
| Kazemat GLG02 | Kazemat                                | 1939-1940                                                 |                                                                 | De Schans                                                           | 52° 10' 43" NB, 5° 21' 14" OL | 528546 | Kazemat GLG02 |
| Kazemat GLG03 | Kazemat                                | 1939-1940                                                 |                                                                 | De Schans                                                           | 52° 10' 43" NB, 5° 21' 14" OL | 528547 | Kazemat GLG03 |
| Kazemat GLG04 | Kazemat                                | 1939-1940                                                 |                                                                 | De Schans                                                           | 52° 10' 5" NB, 5° 22' 27" OL  | 528548 | Kazemat GLG04 |
| Randenbroek, hoofdgebouw | Kasteel, buitenplaats                  | middeleeuwen                                              |                                                                 | Heiligenbergerweg 113                                               | 52° 8' 57" NB, 5° 23' 51" OL  | 529189 | Meer afbeeldingen |
| Randenbroek, parkaanleg | Tuin, park en plantsoen                | tweede kwart 17e eeuw                                     |                                                                 | Heiligenbergerweg bij 113                                           | 52° 8' 60" NB, 5° 23' 53" OL  | 529190 | Meer afbeeldingen |
| Randenbroek, koetshuis met woning | Bijgebouwen kastelen enz.              | 18e eeuw (oorsprong) midden 19e eeuw (uitbr.)             |                                                                 | Heiligenbergerweg 113II                                             | 52° 8' 57" NB, 5° 23' 56" OL  | 529191 | Meer afbeeldingen |
| Randenbroek, tuinmanswoning | Bijgebouwen kastelen enz.              | begin 20e eeuw                                            |                                                                 | Heiligenbergerweg 113III                                            | 52° 8' 55" NB, 5° 23' 58" OL  | 529192 | Meer afbeeldingen |
| Randenbroek, oranjerie | Tuin, park en plantsoen                | vroeg 19e eeuw                                            |                                                                 | Heiligenbergerweg 113IV                                             | 52° 8' 56" NB, 5° 24' 1" OL   | 529193 | Meer afbeeldingen |
| Randenbroek, duifhuis | Tuin, park en plantsoen                | 1830                                                      |                                                                 | Heiligenbergerweg bij 113                                           | 52° 8' 54" NB, 5° 24' 2" OL   | 529194 | Meer afbeeldingen |
| Randenbroek, hekken | Tuin, park en plantsoen                | 19e eeuw                                                  |                                                                 | Heiligenbergerweg bij 113                                           | 52° 9' 4" NB, 5° 24' 0" OL    | 529195 | Meer afbeeldingen |
| Constantinianum | klooster, kloosterkerk en schoolgebouw | 1952                                                      |                                                                 | Daam Fockemalaan 10-12                                              | 52° 49' 44" NB, 5° 12' 40" OL | 530855 | Meer afbeeldingen |